# Liste von Städten mit historischem Stadtkern

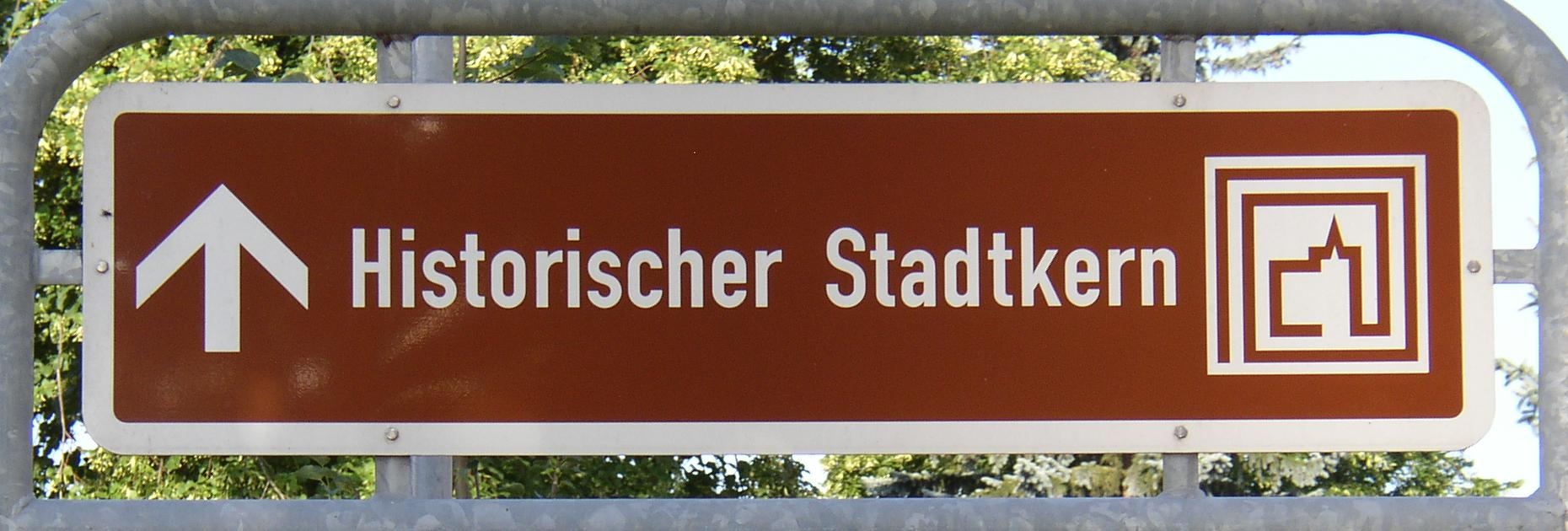
Ein Hinweisschild macht auf einen historischen Stadtkern aufmerksam.

Diese Liste von Städten mit historischem Stadtkern eröffnet einen weltweiten Überblick über Orte und Städte, die einen historischen Stadtkern (allgemeinsprachlich auch Altstadt genannt) mit denkmalpflegerischer Bedeutung besitzen. Die zusätzlichen Begriffe bei den einzelnen Städten sollen den jeweiligen historischen Stadttypus einer Stadt mit historischem Stadtkern kennzeichnen.

## Deutschland

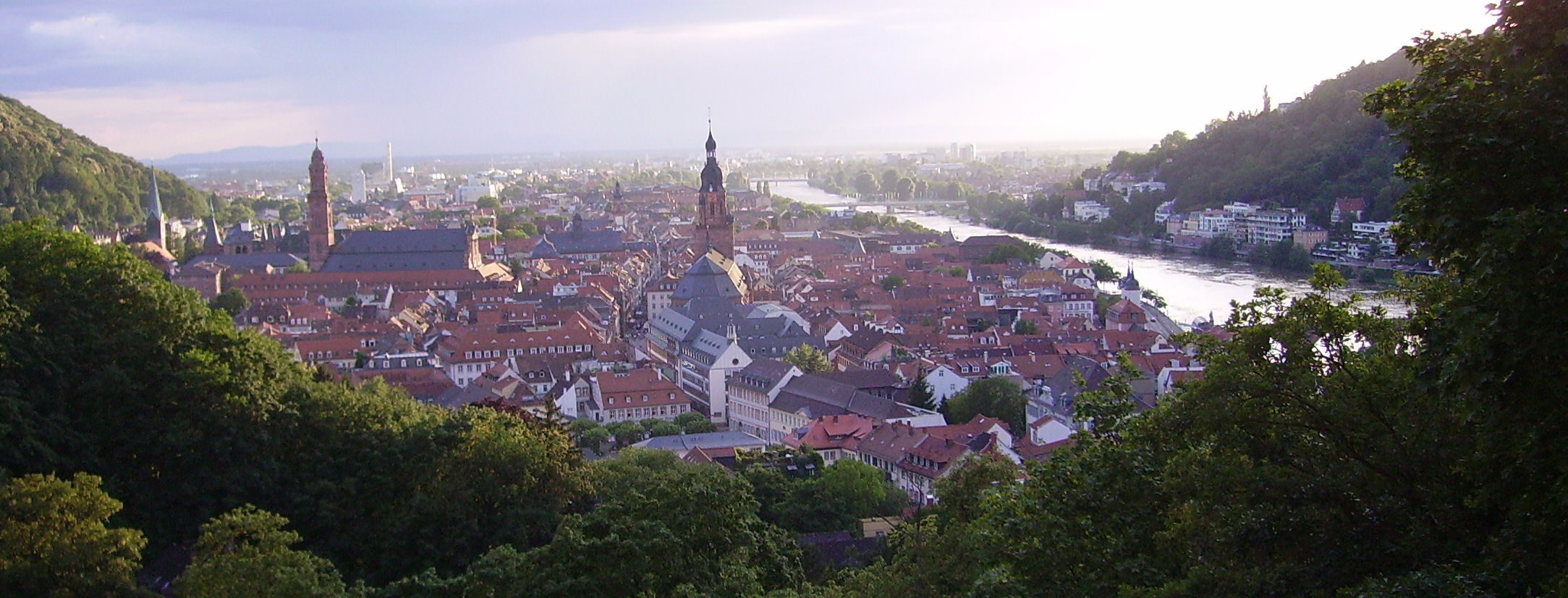
Heidelberger Altstadt vom Schloss

Trotz starker Kriegszerstörungen im Zweiten Weltkrieg wurden in Deutschland zahlreiche Altstädte erhalten oder wiederaufgebaut. Besonders in kleinen und mittelgroßen Städten bis etwa 100.000 Einwohner gibt es häufig noch vollständige Ensembles.
Durch die jahrhundertelange Aufteilung in verschiedene Herrschaftsgebiete gibt es in Deutschland besonders vielfältige historische Stadtkerne unterschiedlicher Prägung.

## Österreich
- Althofen
- Baden (KHS)
- Bad Ischl (KHS)
- Bad Radkersburg (KHS)
- Bludenz (KHS)
- Braunau am Inn (KHS)
- Bregenz
- Eggenburg
- Enns
- Feldkirch
- Freistadt (KHS)
- Garsten (Marktgemeinde)
- Gmünd
- Gmünd in Kärnten

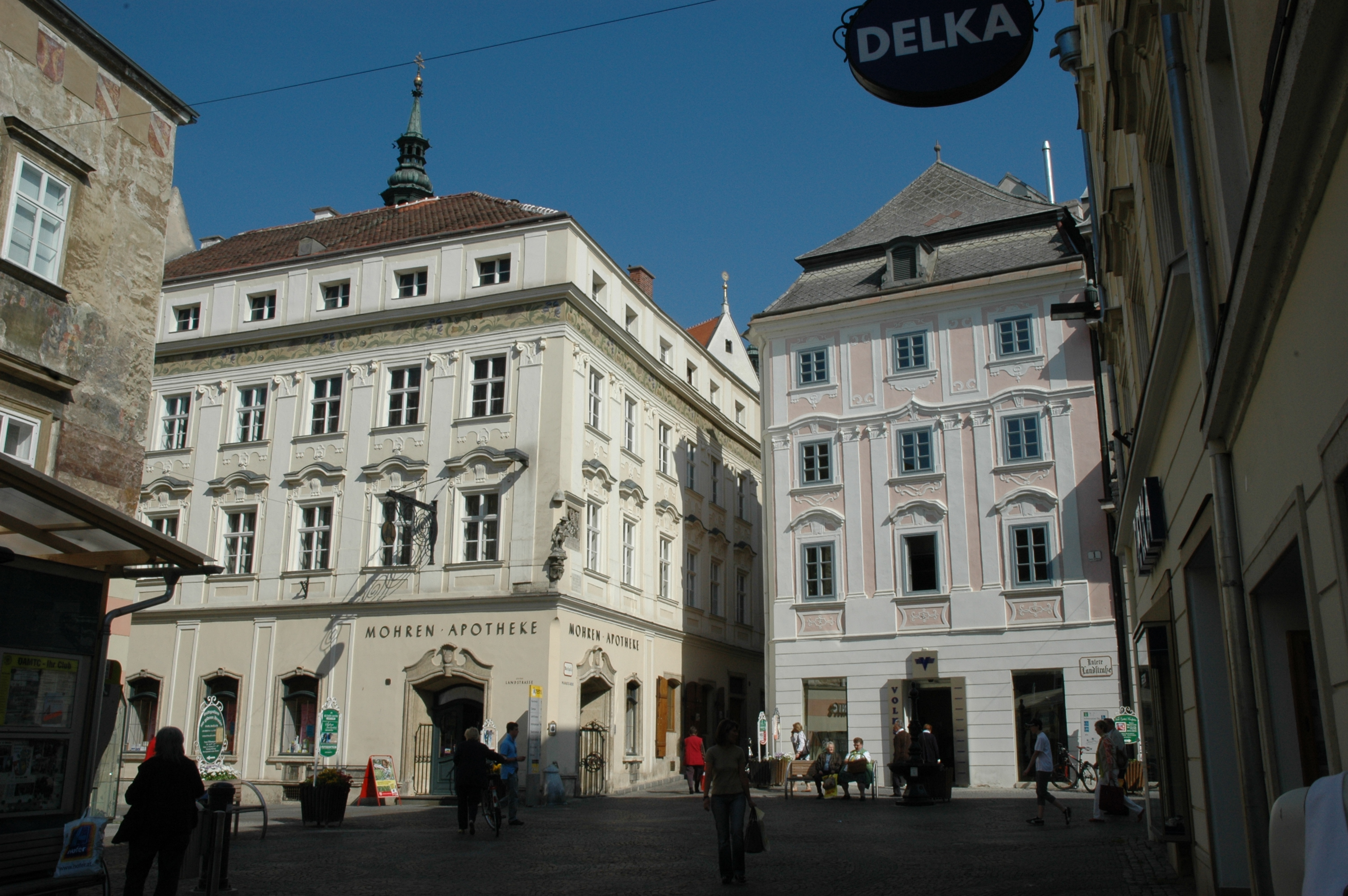
Der alte Stadtkern von Krems

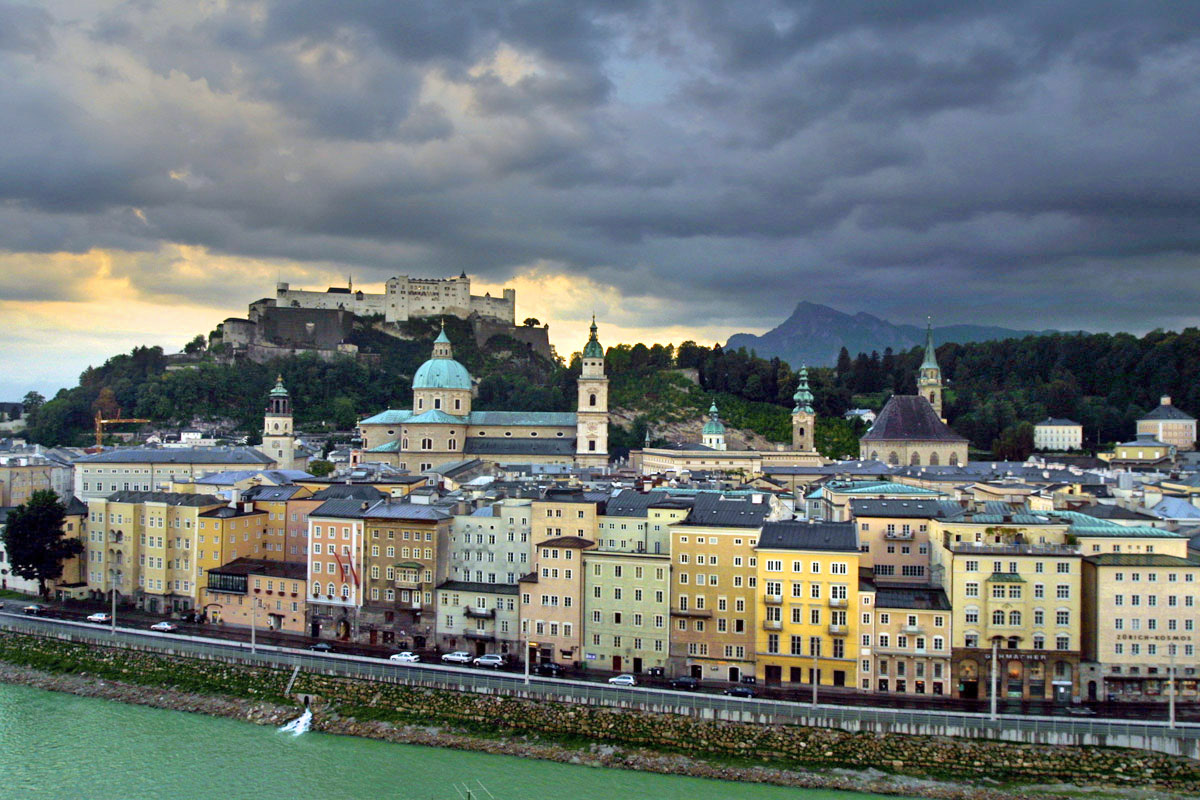
Blick vom Kapuzinerberg auf die Salzburger Altstadt

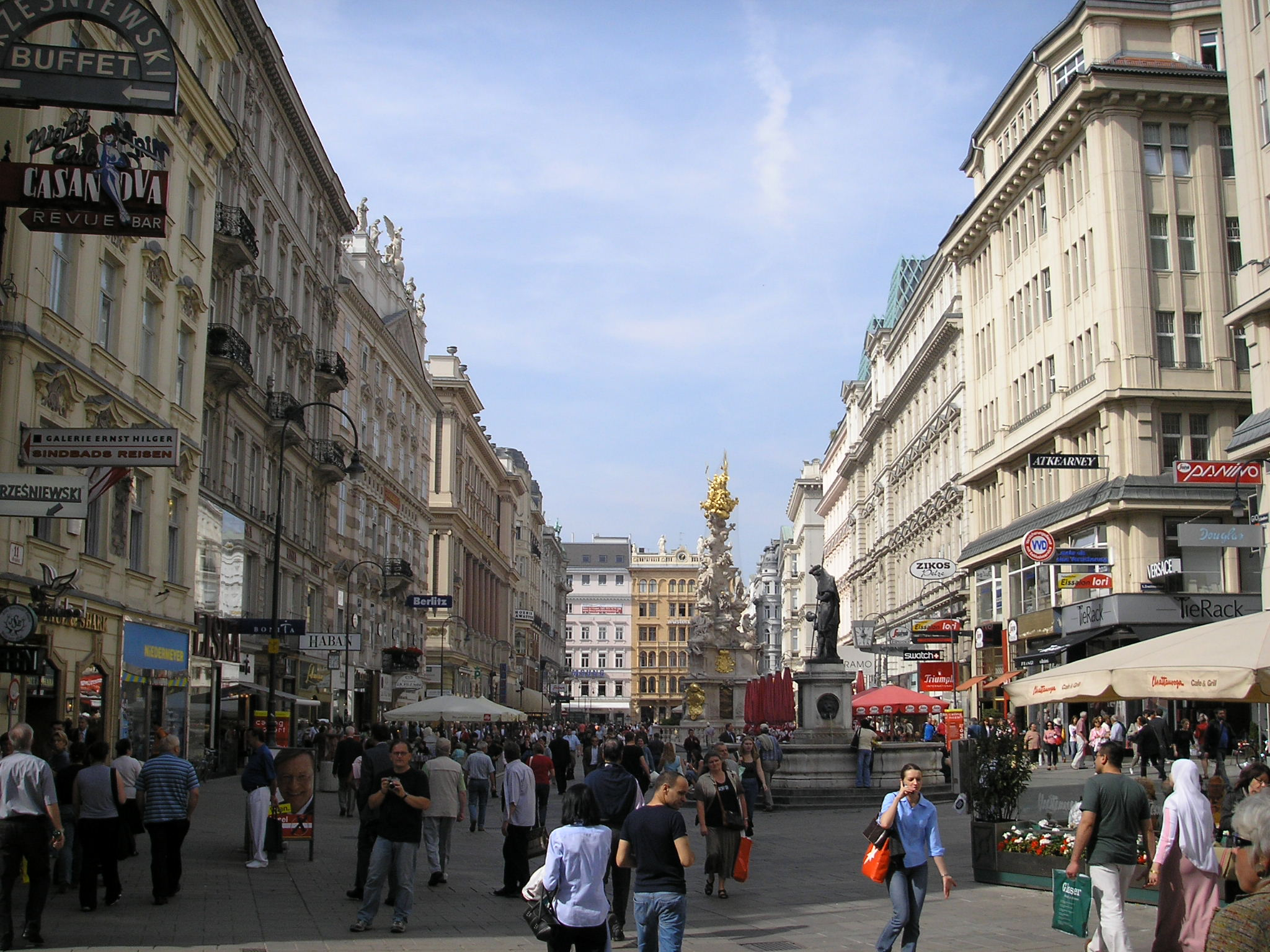
Die Innenstadt von Wien

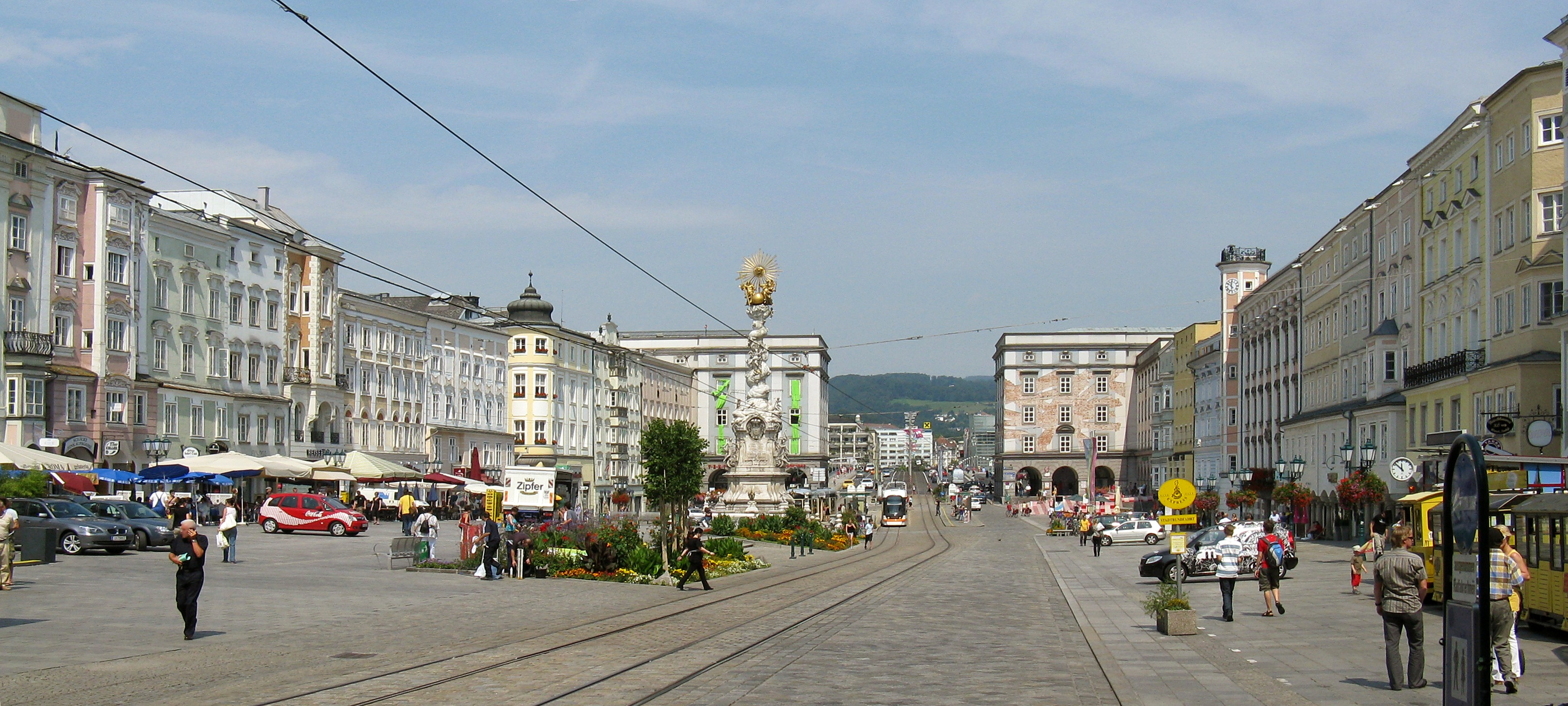
Linzer Hauptplatz – linker Hand beginnt das Altstadtviertel

- Graz (Residenzstadtkern als UNESCO-Welterbe)
- Hall in Tirol
- Imst
- Innsbruck
- Judenburg (KHS)
- Krems an der Donau (Die Innenstadt und der Stadtteil Stein zählen zum UNESCO-Welterbe der Wachau)
- Kufstein (KHS)
- Lienz
- Linz
- Mödling
- Radstadt (KHS)
- Rattenberg
- Rottenmann
- Retz
- Ried im Innkreis
- Rust
- Salzburg (Residenzstadtkern als UNESCO-Welterbe)
- Sankt Veit an der Glan
- Schärding (KHS)
- Schwaz
- Spittal an der Drau
- Steyr (KHS)
- Waidhofen an der Ybbs
- Weitra
- Weiz
- Wels
- Wien (Innenstadt und Ringstraße UNESCO-Welterbe)
- Wiener Neustadt
- Ybbs an der Donau
- Zell am See
- Zwettl-Niederösterreich

KHS = Kleine historische Städte

## Schweiz

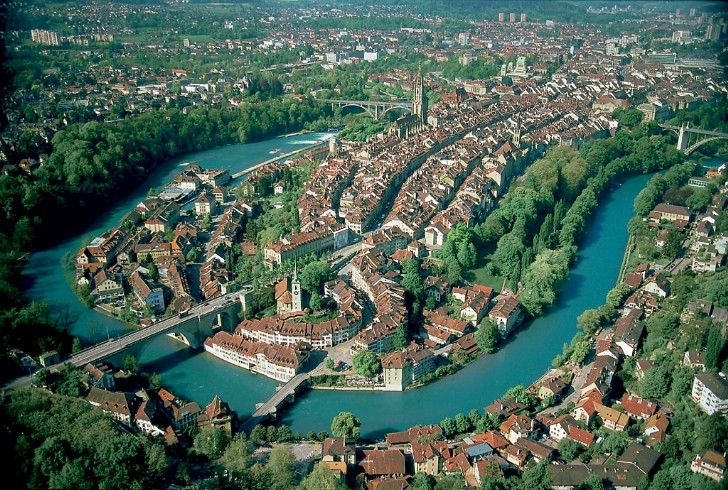
Bern aus der Luft

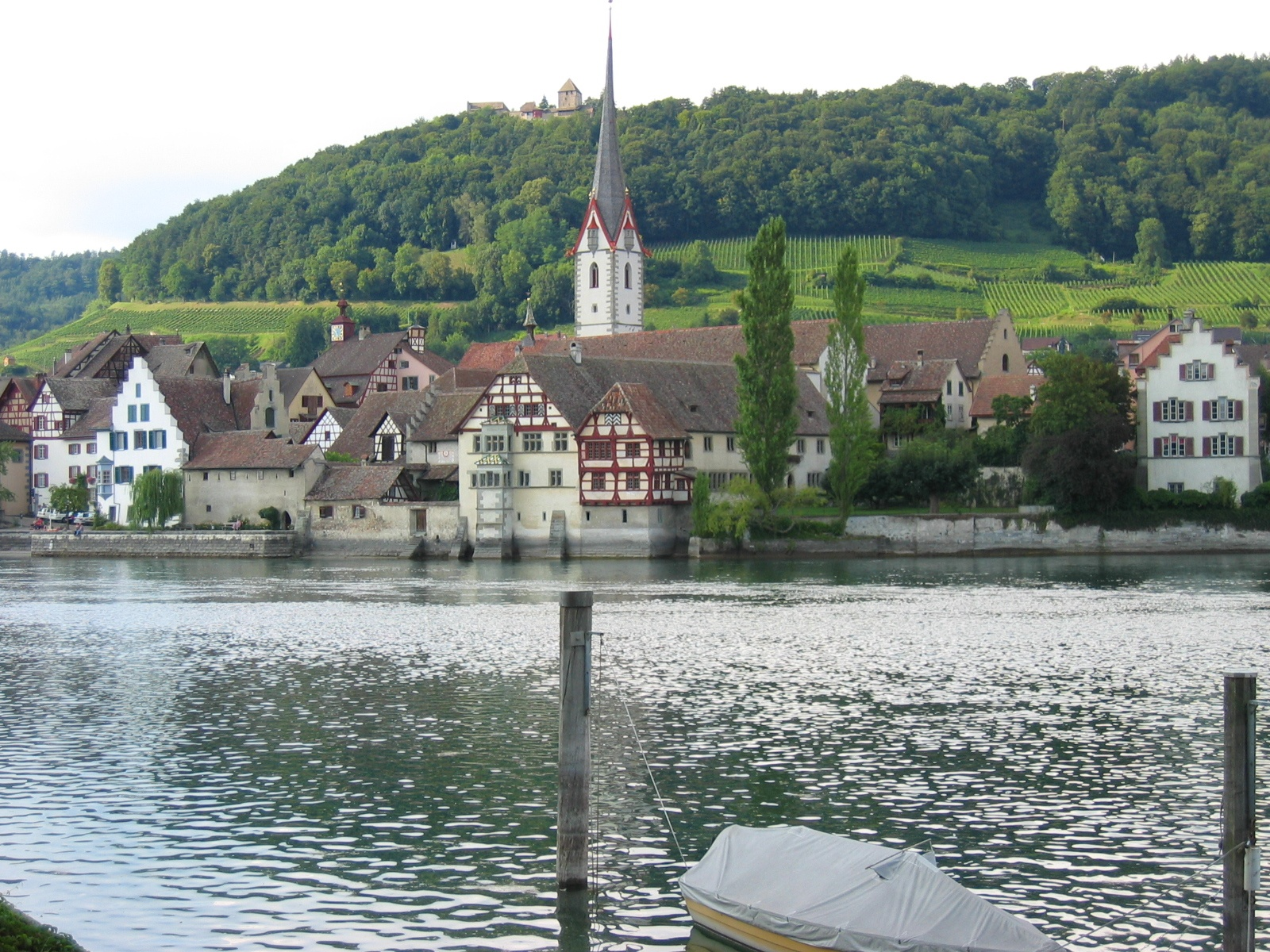
Stein am Rhein mit Burg Hohenklingen

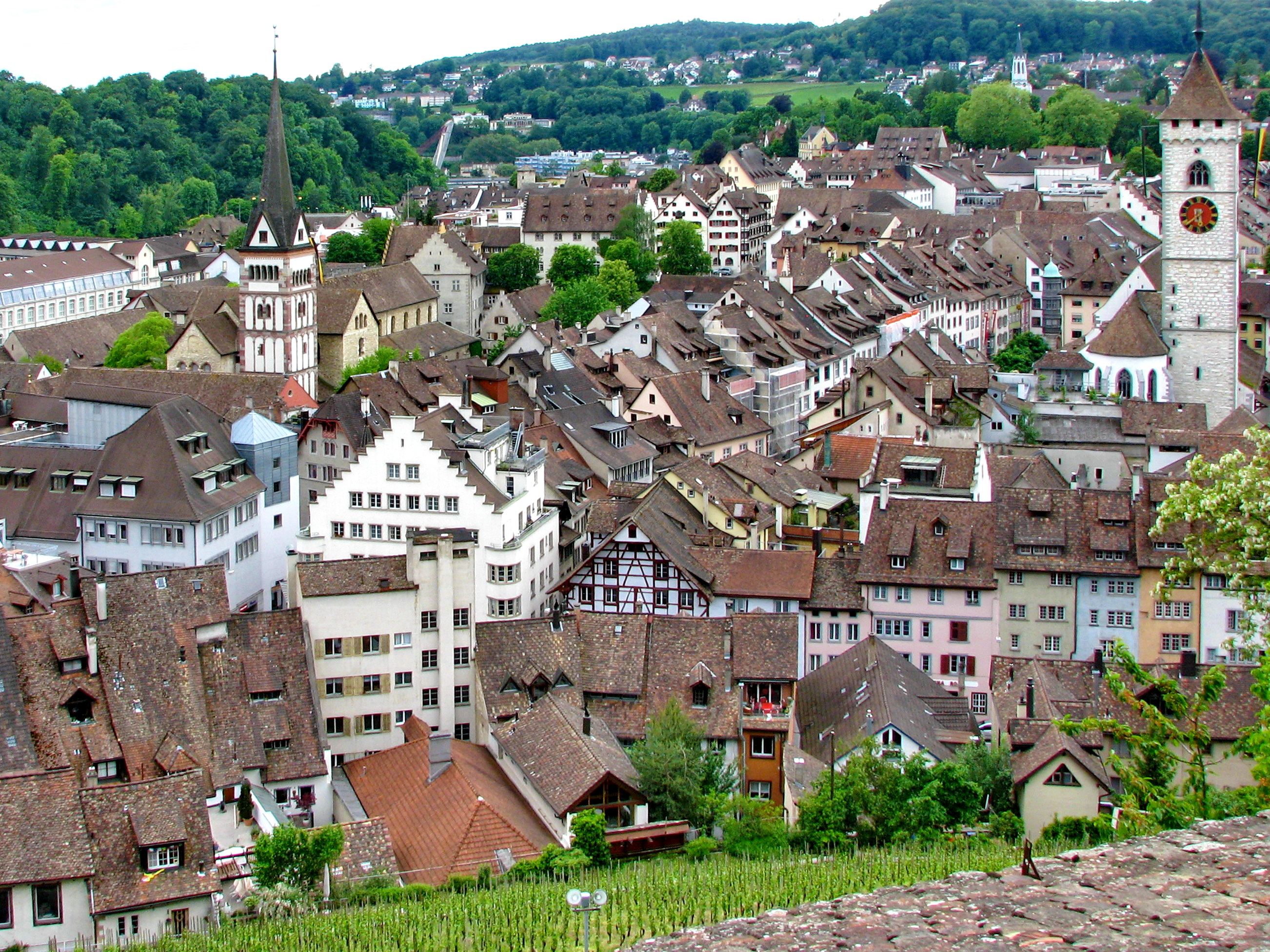
Zentrum von Schaffhausen

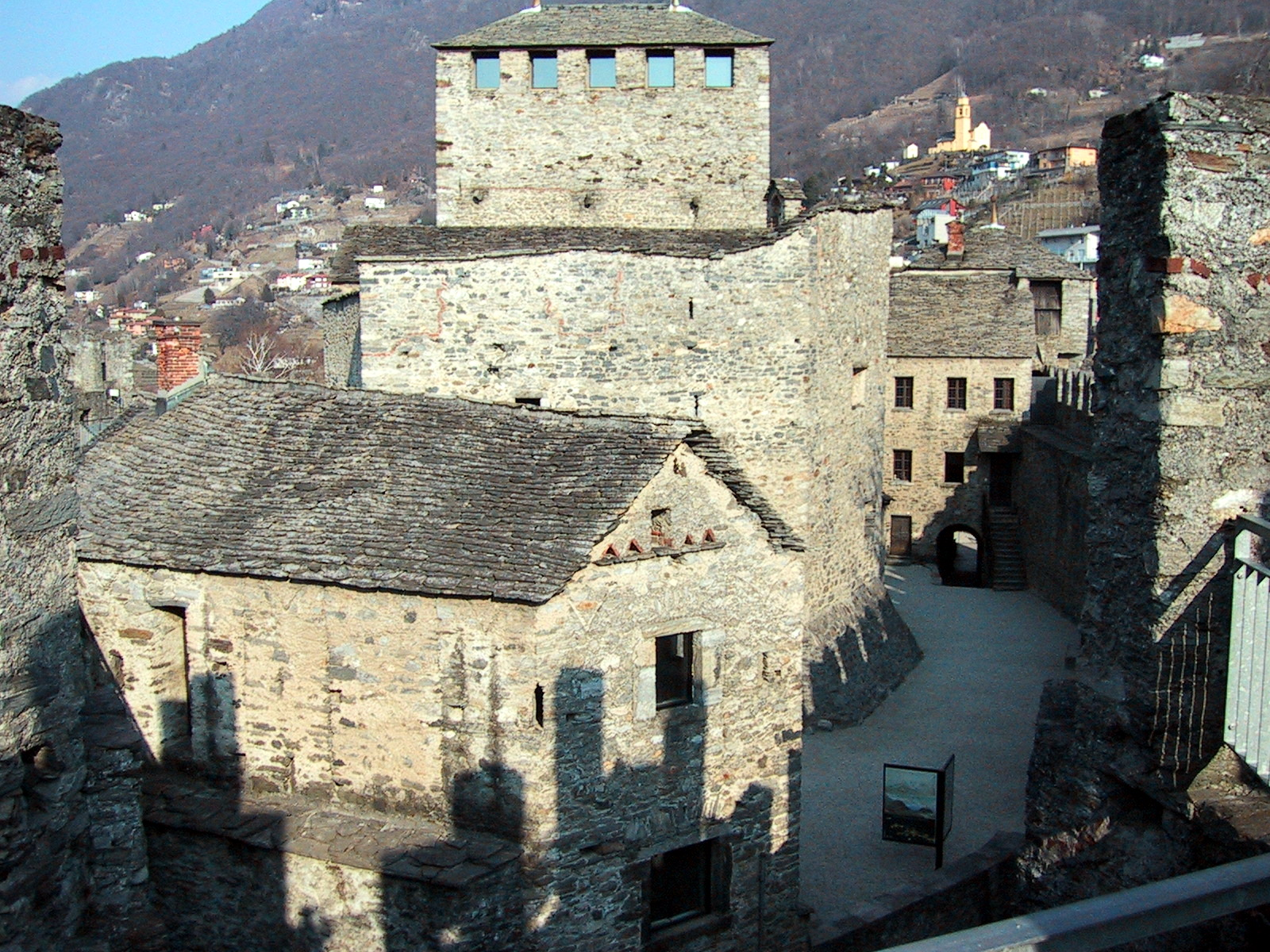
Befestigungsanlage Montebello oberhalb von Bellinzona

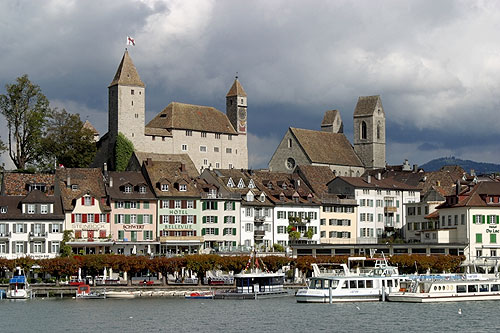
Altstadt, Hafen, Schloss und Pfarrkirche St. Johann von Rapperswil

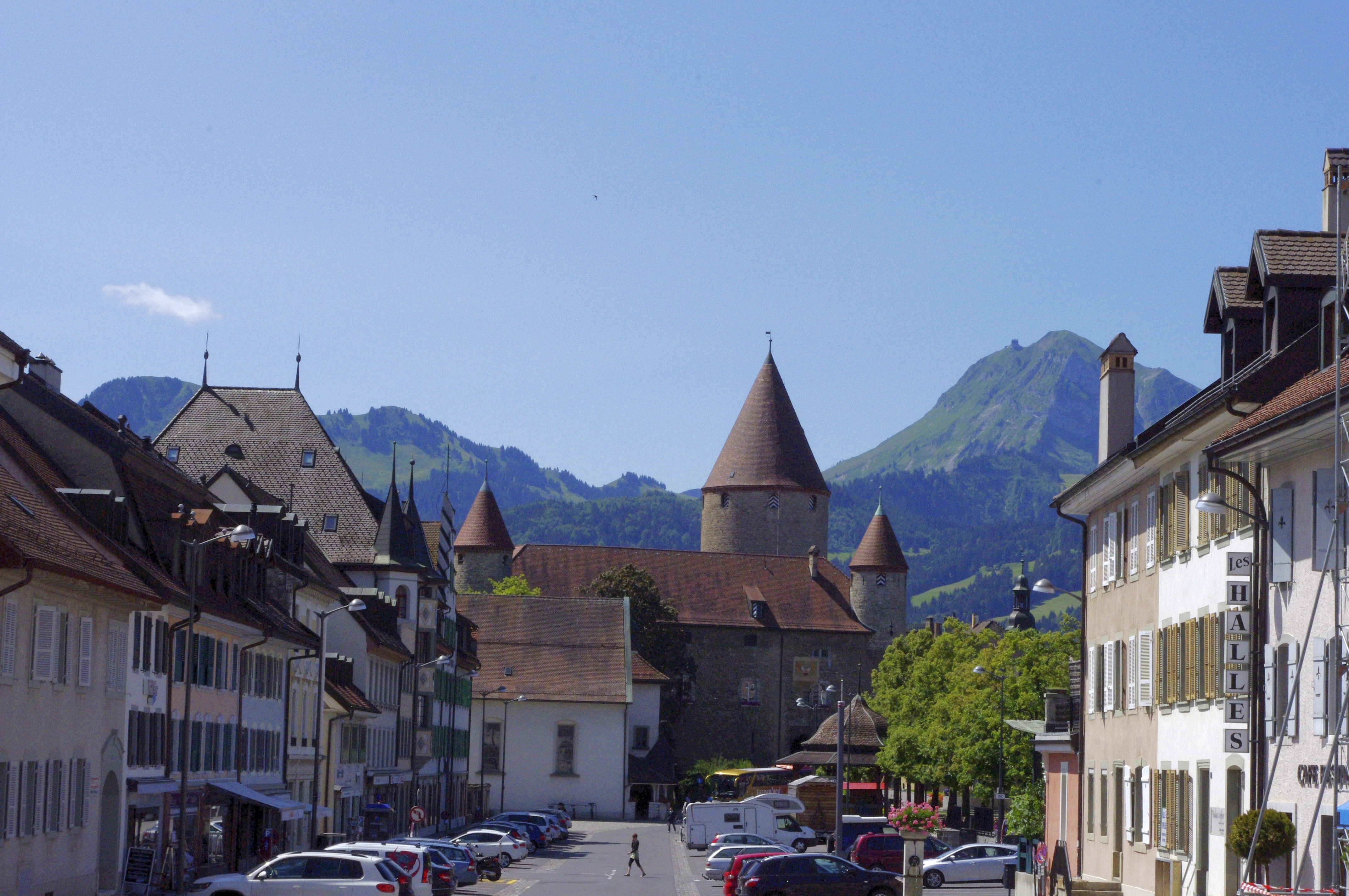
Bulle im Kanton Freiburg

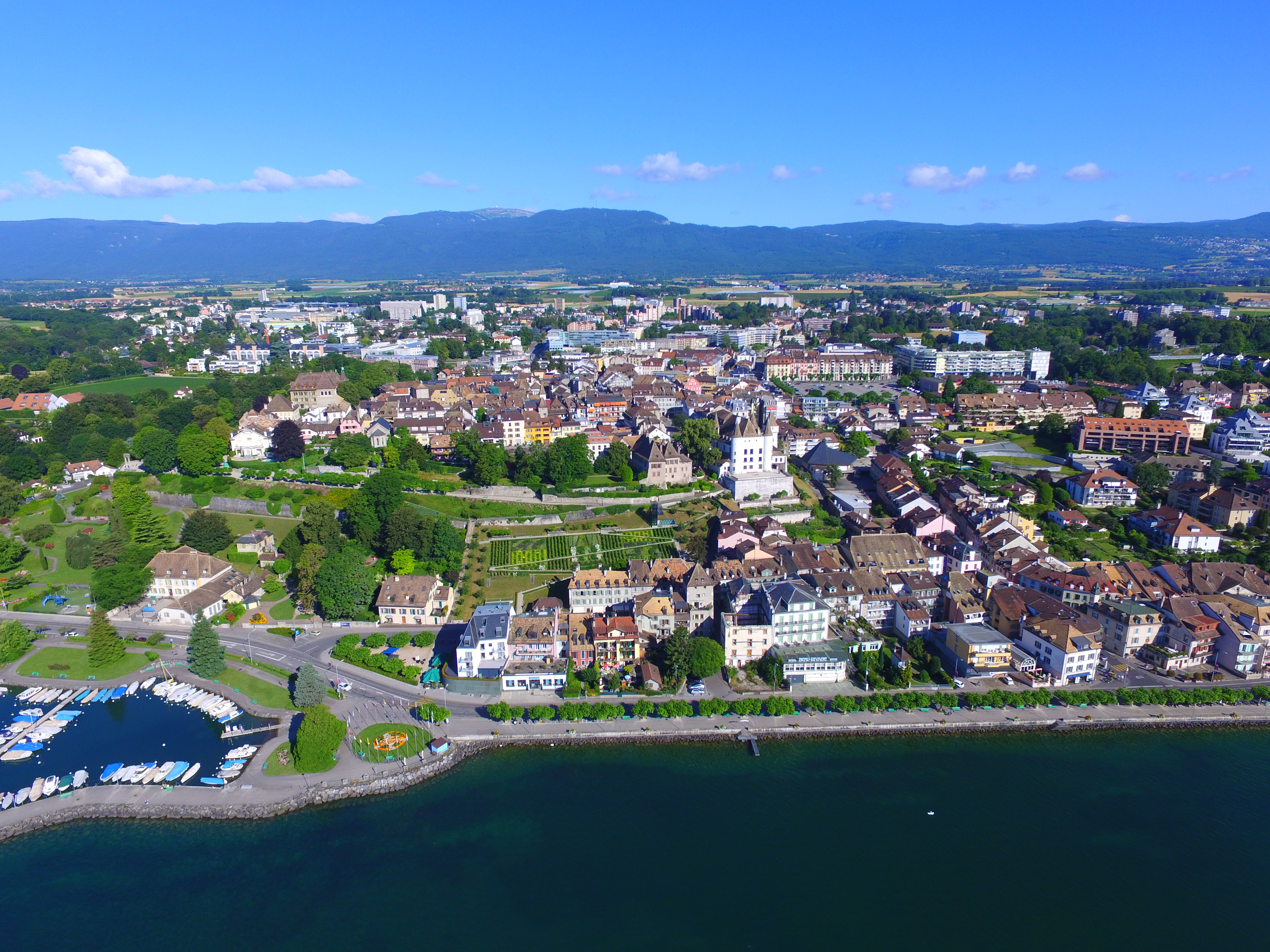
Nyon, Altstadt und Unterstadt am Genfersee

### Aargau
- Aarau
- Aarburg
- Baden / Ennetbaden
- Bremgarten
- Brugg
- Kaiserstuhl
- Klingnau
- Laufenburg
- Lenzburg
- Mellingen
- Rheinfelden
- Zofingen

### Appenzell Innerrhoden
- Appenzell

### Basel-Landschaft
- Laufen
- Liestal
- Waldenburg

### Basel-Stadt
- Basel, Siehe auch: Altstadt Grossbasel und Altstadt Kleinbasel

### Bern
- Aarberg
- Bern (Altstadt: UNESCO-Welterbe), Siehe auch: Berner Altstadt
- Biel/Bienne
- Büren an der Aare
- Burgdorf
- Erlach
- La Neuveville
- Laupen
- Nidau
- Unterseen
- Thun
- Wangen an der Aare
- Wiedlisbach

### Freiburg
- Bulle
- Châtel-Saint-Denis
- Estavayer-le-Lac
- Freiburg
- Greyerz
- Murten
- Romont
- Rue

### Genf
- Carouge
- Genf
- Hermance

### Glarus
- Glarus

### Graubünden
- Chur
- Fürstenau
- Ilanz
- Maienfeld
- Poschiavo

### Jura
- Delsberg
- Pruntrut
- Saint-Ursanne

### Luzern
- Beromünster
- Luzern
- Sempach
- Sursee
- Willisau

### Neuenburg
- Boudry
- La Chaux-de-Fonds
- Le Landeron
- Le Locle
- Neuenburg
- Valangin

### Nidwalden
- Stans

### Obwalden
- Sarnen

### Schaffhausen
- Neunkirch
- Schaffhausen
- Stein am Rhein

### Schwyz
- Einsiedeln
- Küssnacht
- Lachen
- Schwyz

### Solothurn
- Balsthal
- Olten
- Solothurn

### St. Gallen
- Altstätten
- Lichtensteig
- Rapperswil, Siehe auch: Altstadt von Rapperswil
- Rheineck
- Rorschach
- Sargans
- St. Gallen (Stiftsbezirk: UNESCO-Welterbe)
- Walenstadt
- Weesen
- Wil

### Tessin
- Airolo
- Ascona
- Biasca
- Bellinzona (Burgen: UNESCO-Welterbe)
- Faido
- Locarno
- Lugano
- Mendrisio
- Morcote
- Riva San Vitale
- Stabio

### Thurgau
- Arbon
- Bischofszell
- Bürglen
- Diessenhofen
- Frauenfeld
- Steckborn
- Weinfelden

### Uri
- Altdorf

### Waadt
- Aigle
- Aubonne
- Avenches
- Coppet
- Cossonay
- Cully
- Grandson
- La Sarraz
- Lausanne
- Lucens
- Lutry
- Morges
- Moudon
- Nyon
- Orbe
- Payerne
- Rolle
- Romainmôtier
- Saint-Prex
- Vevey
- Villeneuve
- Yverdon-les-Bains

### Wallis
- Brig
- Bourg-Saint-Pierre
- Leuk
- Martigny
- Saillon
- Saint-Maurice
- Sembrancher
- Sitten
- Visp

### Zug
- Zug

### Zürich
- Bülach
- Eglisau
- Elgg
- Greifensee
- Grüningen
- Regensberg
- Winterthur, Siehe auch: Altstadt (Winterthur)
- Zürich, Siehe auch: Altstadt von Zürich

## Belgien

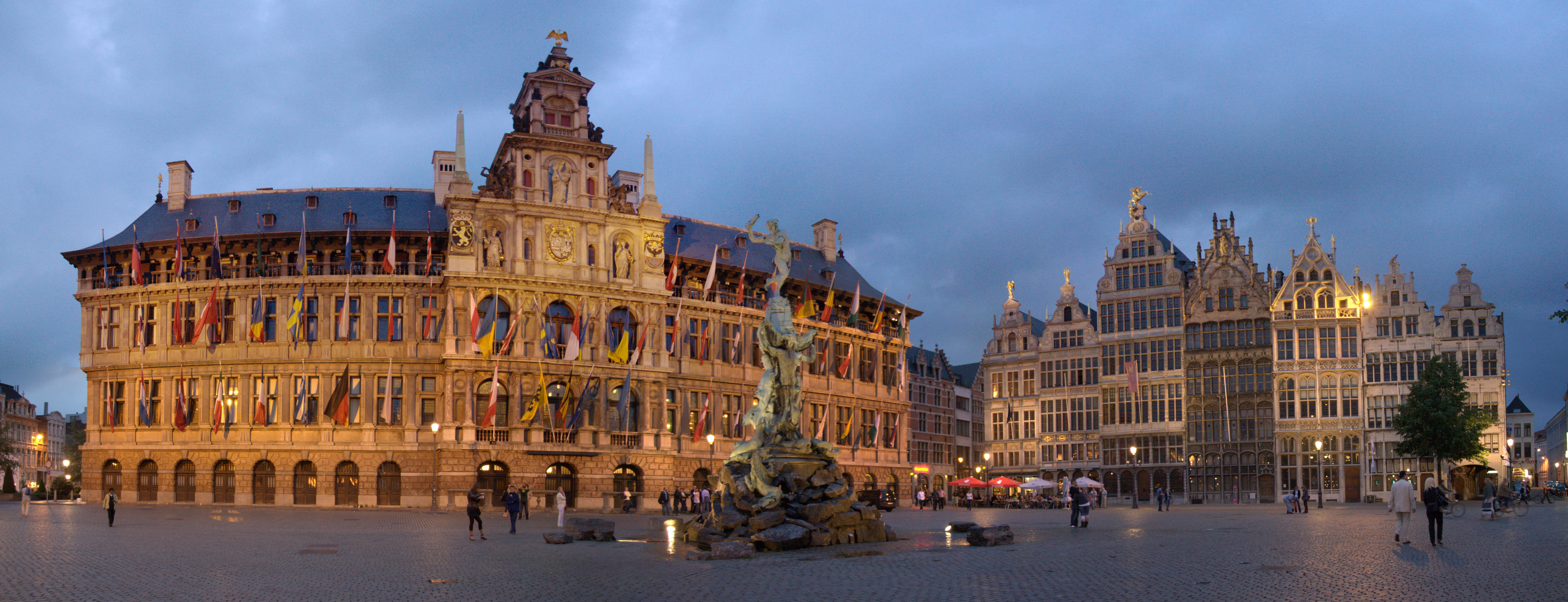
Grote Markt in Antwerpen

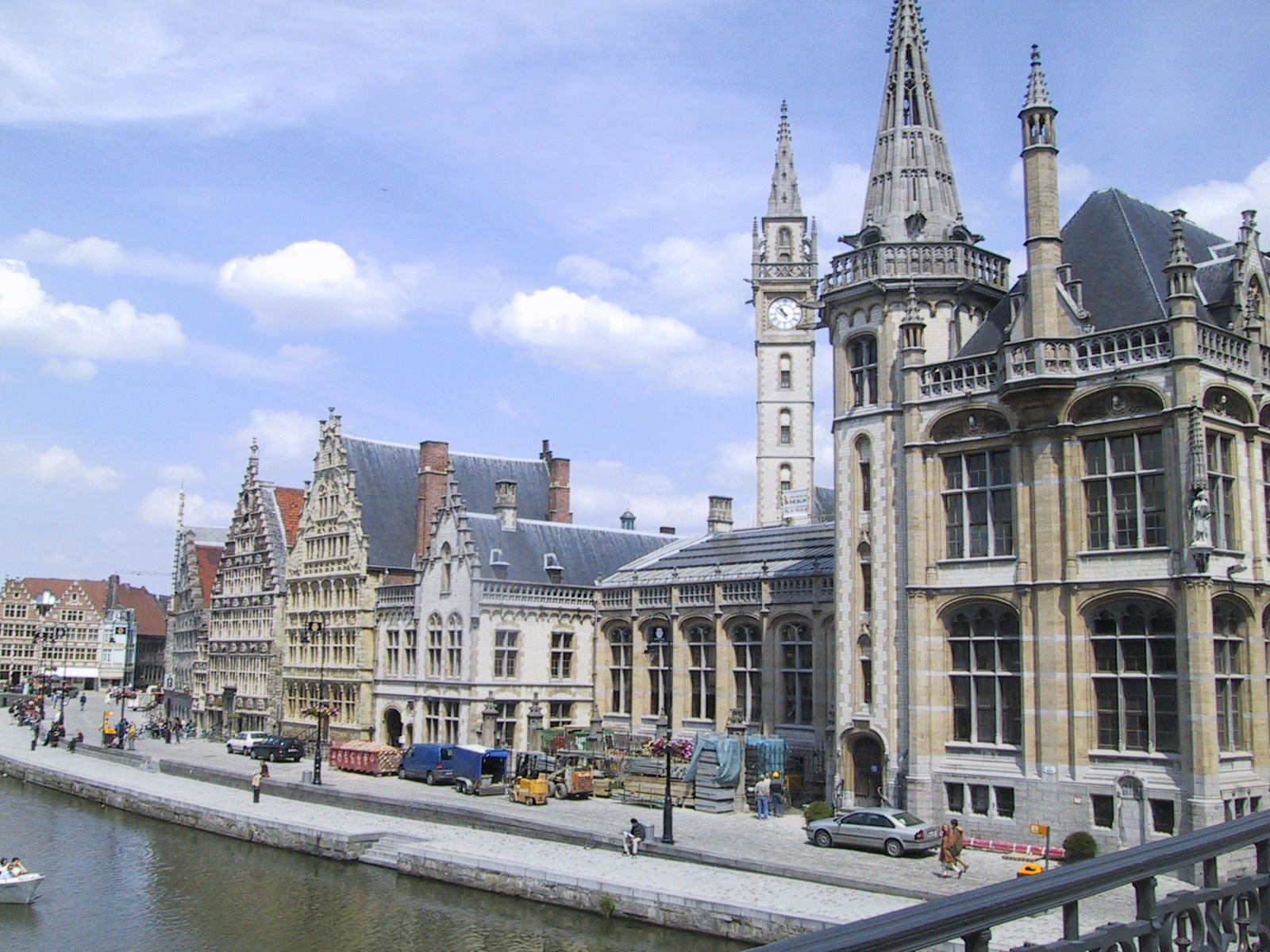
Gent

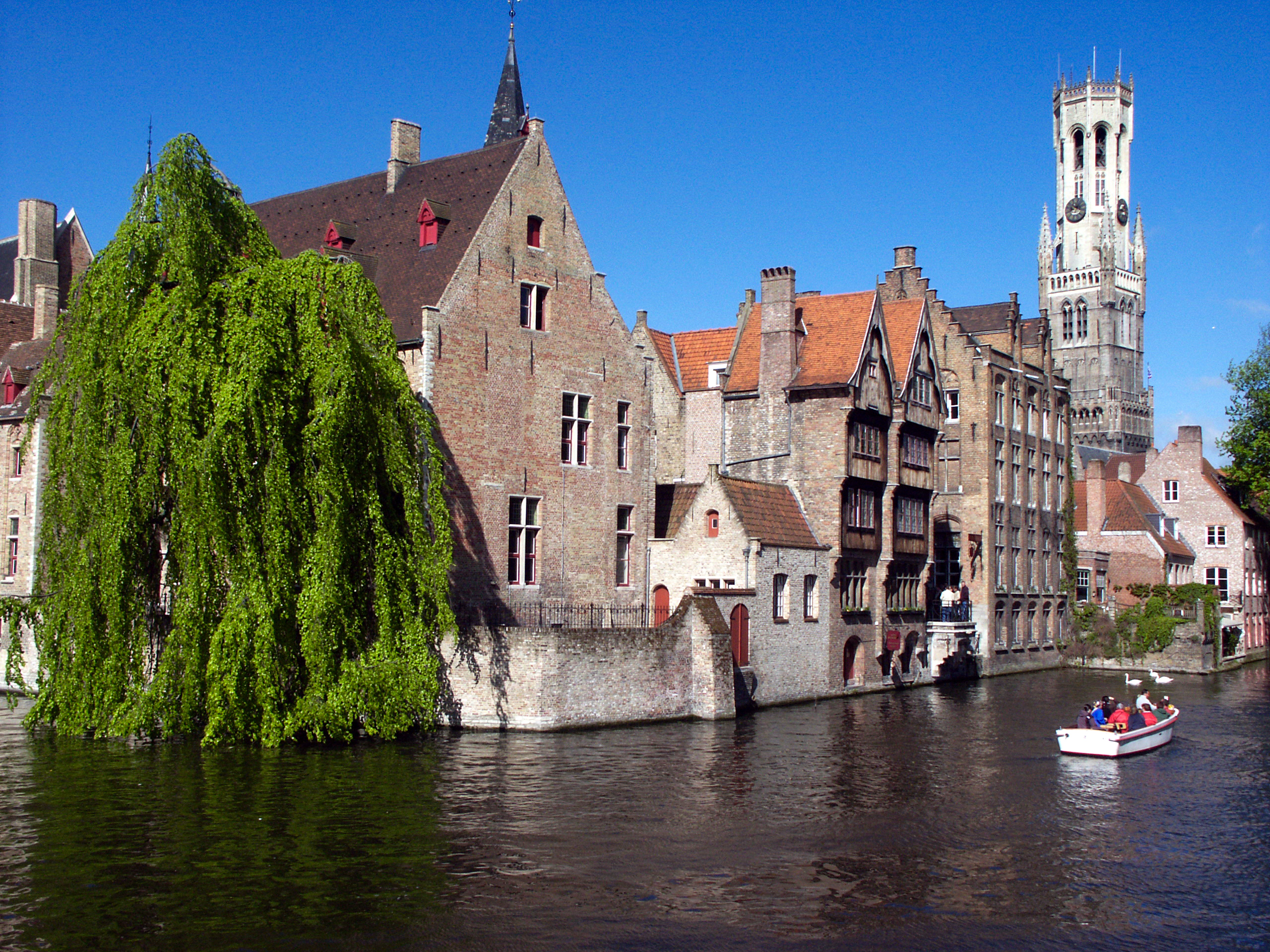
Brügge: Kanal in der Altstadt mit Belfried

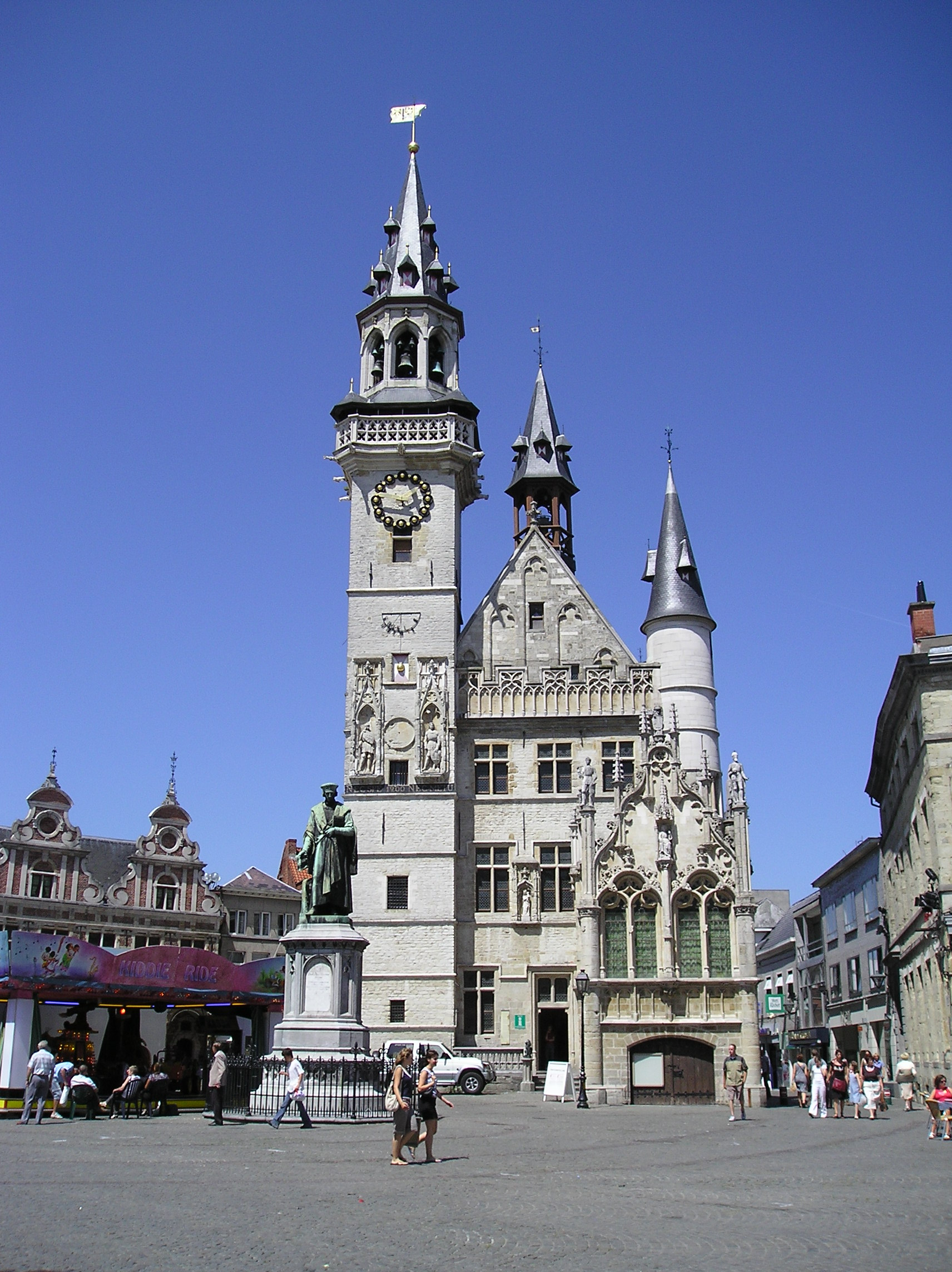
Belfried in Aalst

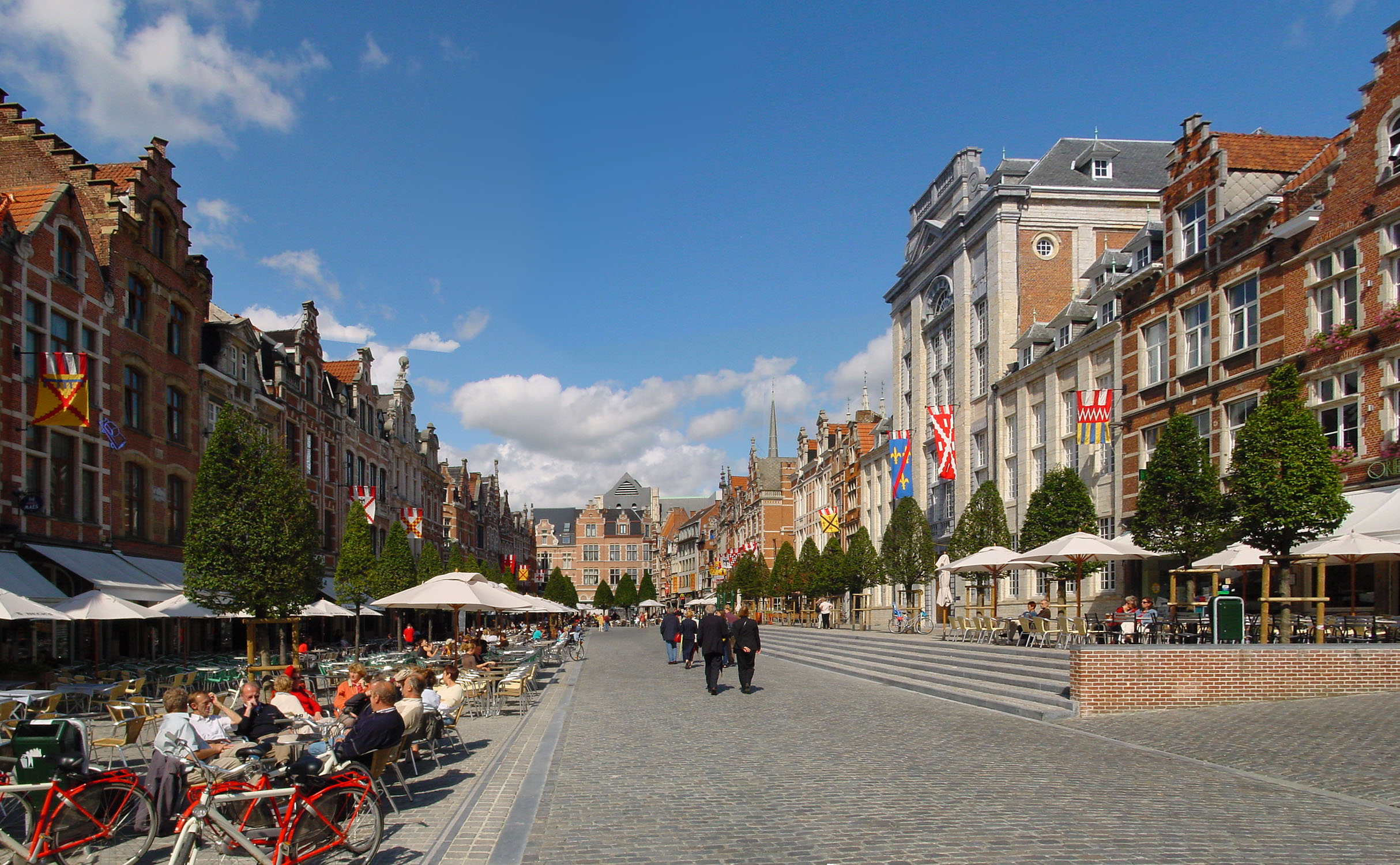
Alter Markt von Löwen

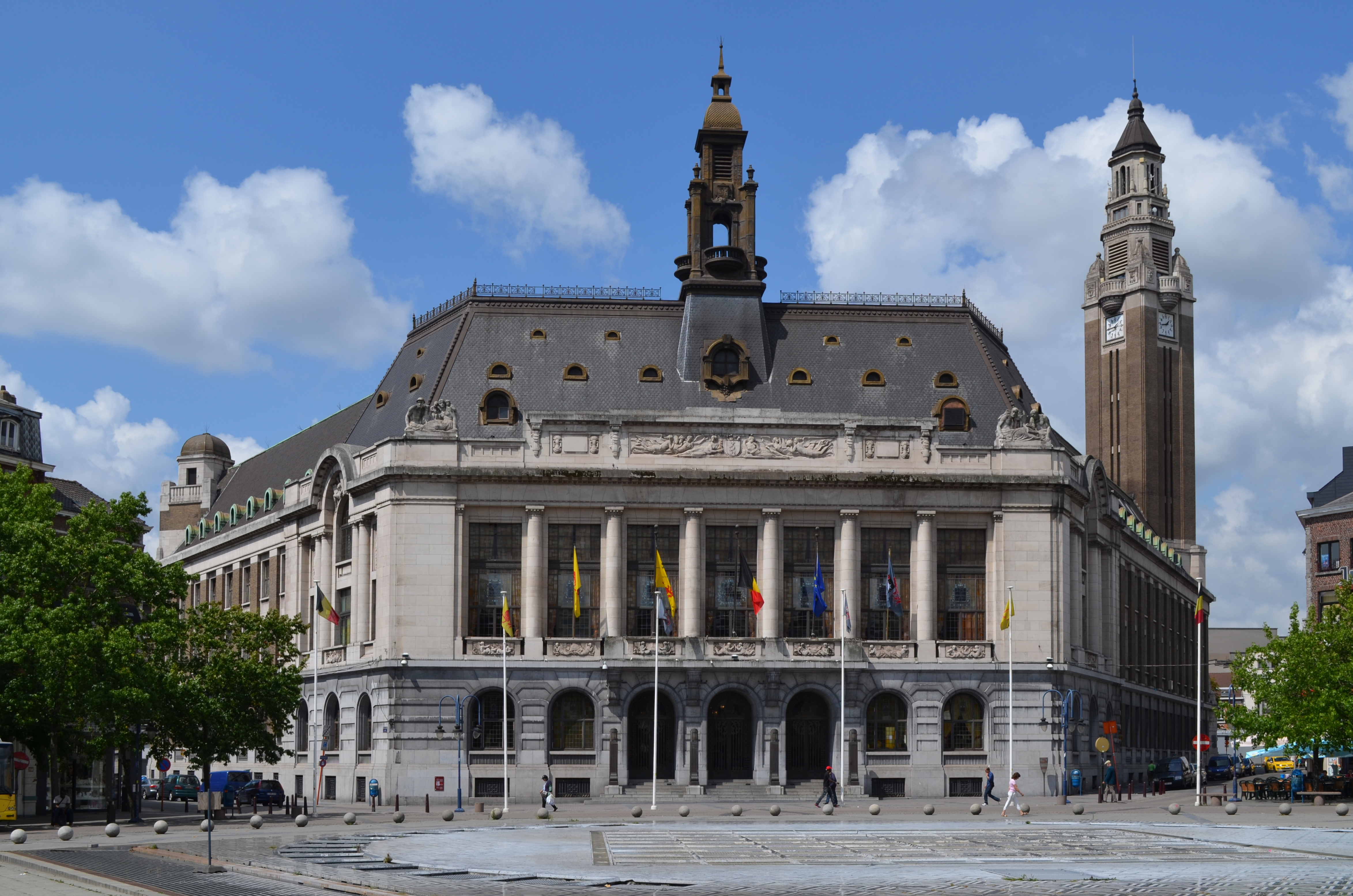
Alter Markt von Charleroi

Belgien verfügt über sehr viele Städte mit historischem Stadtkern. Hinzu kommt, dass Teile der meisten historischen Städte UNESCO-Welterbe sind, da sich in diesen UNESCO-geschützte Belfriede oder Beginenhöfe befinden. Die wichtigsten Städte sind hier aufgelistet:

### Brüssel
- Brüssel (gesamte Innenstadt)
  - Grand-Place/Grote Markt (UNESCO-Welterbe)

### Flandern
- Aalst
- Antwerpen (UNESCO-Weltkulturerbe)
  - Onze-Lieve-Vrouwekathedraal
  - Belfried (UNESCO-Weltkulturerbe)
- Brügge (UNESCO-Weltkulturerbe)
- Diest
  - Beginenhof Diest (UNESCO-Weltkulturerbe)
- Dendermonde
  - Beginenhof Dendermonde (UNESCO-Weltkulturerbe)
- Gent (UNESCO-Weltkulturerbe)
  - Alter Beginenhof Gent
  - Großer Beginenhof Sint-Amandsberg
  - Kleiner Beginenhof ter Hoye
- Ypern Lakenhallen (UNESCO-Weltkulturerbe)
  - Belfried
- Kortrijk (UNESCO-Weltkulturerbe)
  - Beginenhof Kortrijk
- Löwen
  - Großer Beginenhof Löwen (UNESCO-Weltkulturerbe)
  - Kleiner Beginenhof Löwen (UNESCO-Weltkulturerbe)
- Lier
  - Beginenhof Lier (UNESCO-Weltkulturerbe)
- Maaseik
- Mechelen
  - Beginenhof
- Menen (UNESCO-Weltkulturerbe)
- Oudenaarde (UNESCO-Weltkulturerbe)
- Puyenbroeck (Schlossdomaine)
- Sint-Truiden
  - Beginenhof Sint-Truiden (UNESCO-Weltkulturerbe)
- Tongern (UNESCO-Weltkulturerbe)
  - Beginenhof Tongern
- Turnhout
  - Beginenhof Turnhout (UNESCO-Weltkulturerbe)
- Veurne

### Wallonie
- Ans
- Arlon
- Bastogne
- Belœil (Schlossdomaine)
- Binche
  - Belfried (UNESCO-Weltkulturerbe)
  - Neolithische Gesteine der Vor- und Frühgeschichte (UNESCO-Weltkulturerbe)
- Bouillon (Fort)
- Charleroi
  - Belfried (UNESCO-Weltkulturerbe)
- Couvin
- Dinant
- Durbuy (offiziell kleinste Stadt der Welt)
- Eupen
- Gembloux
  - Belfried (UNESCO-Weltkulturerbe)
- La Louvière
  - Schiffshebewerke des belgischen Canal du Centre (UNESCO-Weltkulturerbe)
- La Roche-en-Ardenne
- Lüttich
- Mons
- Namur
  - Belfried (UNESCO-Weltkulturerbe)
- Nivelles
  - Belfried (UNESCO-Weltkulturerbe)
- Orval (Kloster)
- Spa
- Tournai (UNESCO-Weltkulturerbe)

## Rumänien
Bukarest
- Bukarest (große Residenzstadt)

Banat
- Caransebeș
- Detta
- Lugoj

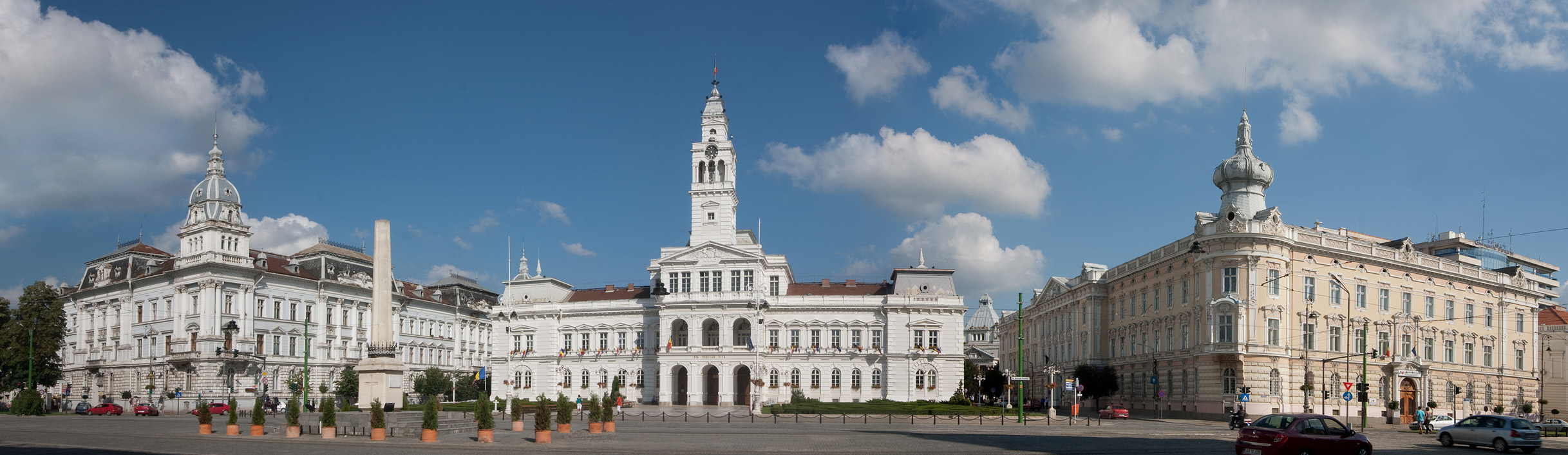
Rathausplatz in Arad

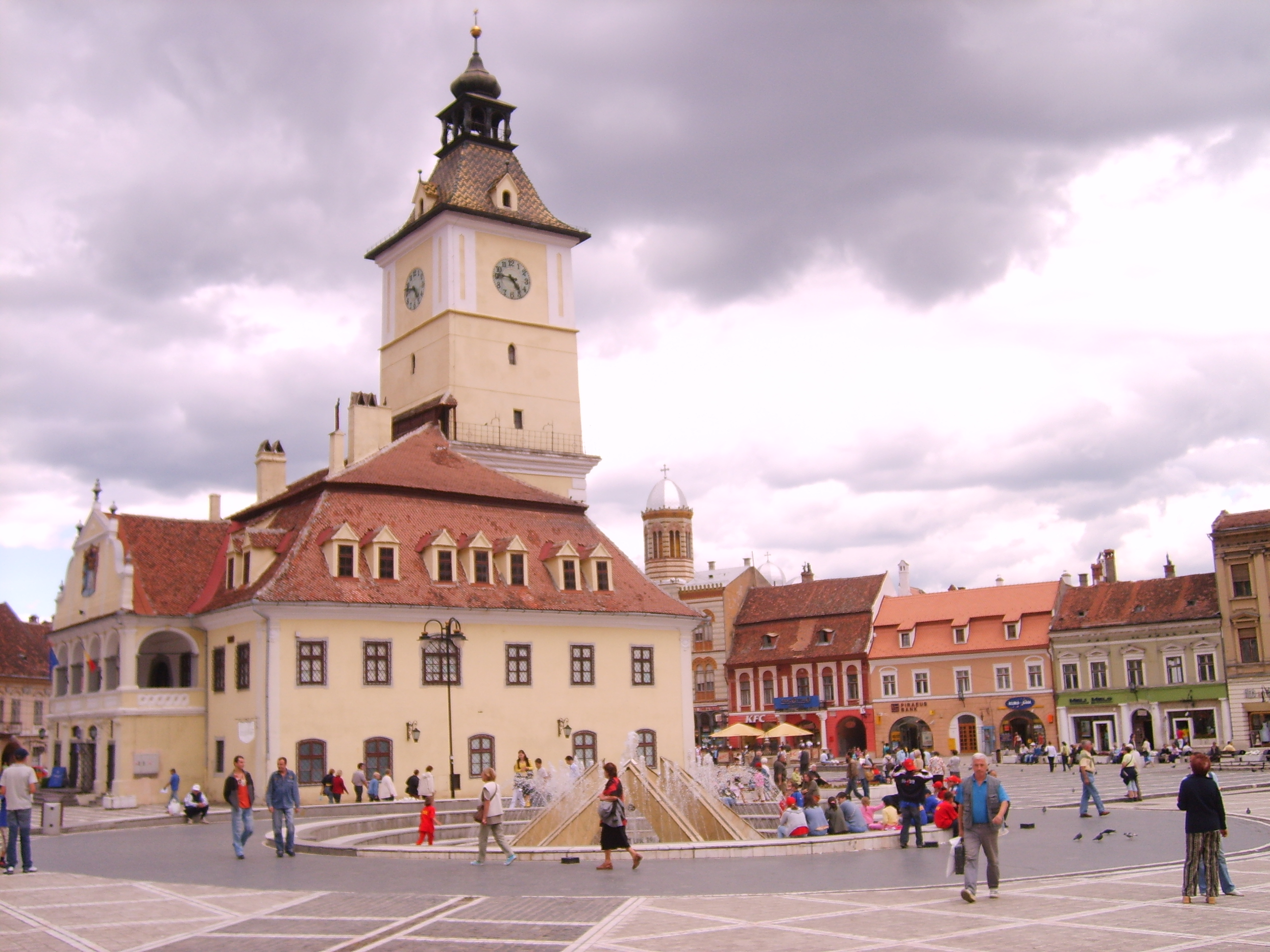
Altstadt von Brașov

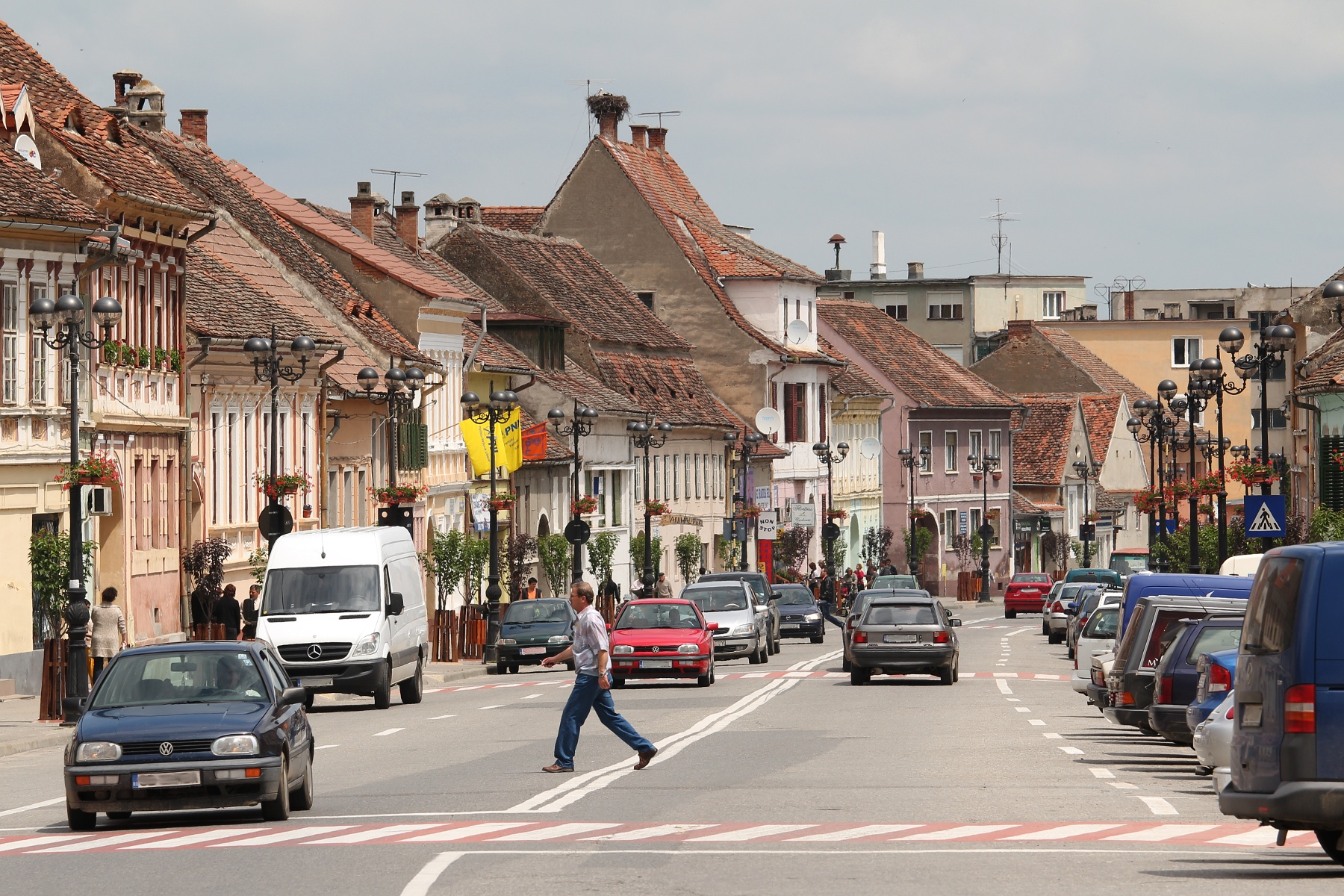
Altstadt von Cisnădie

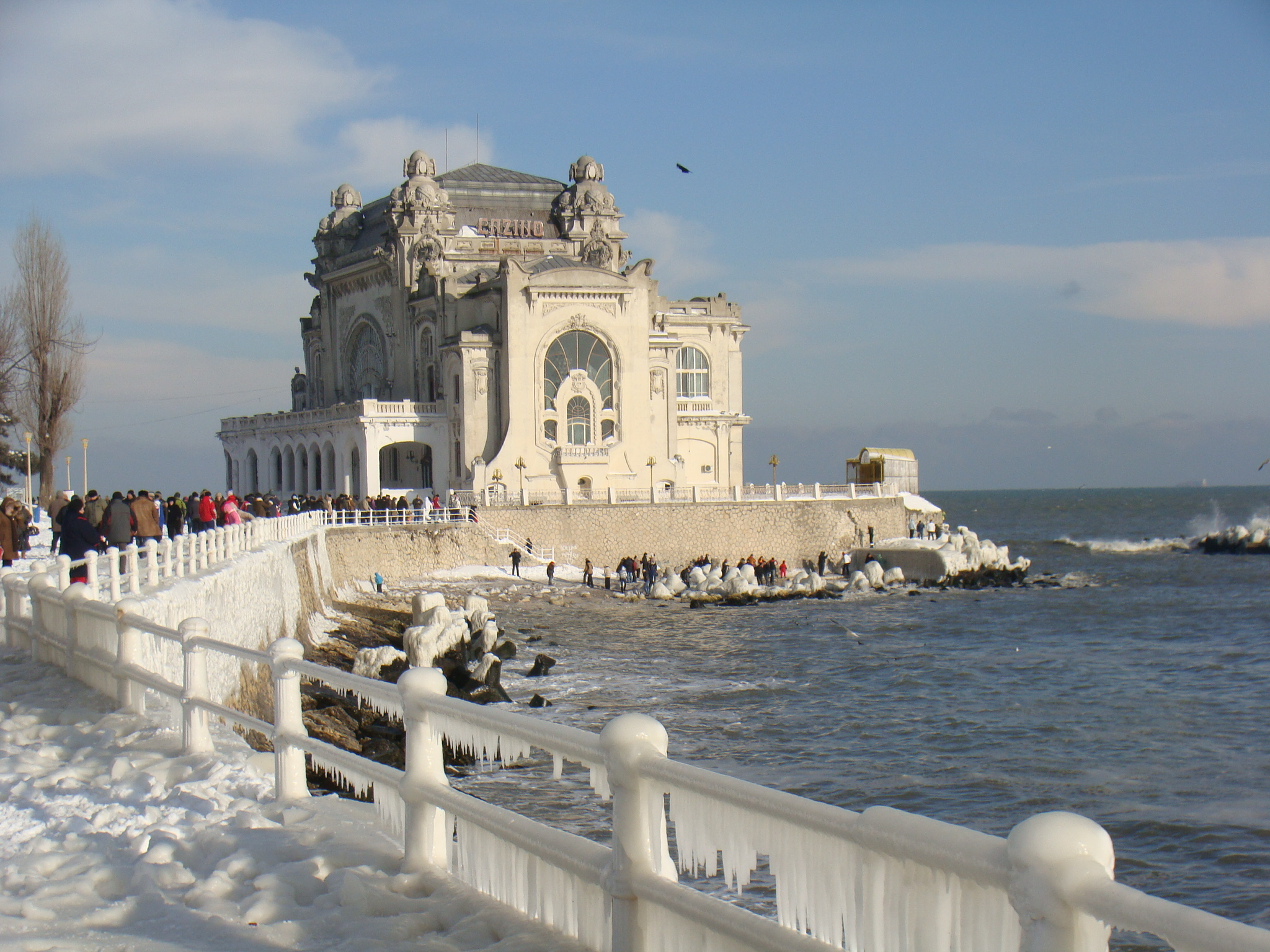
Casino von Constanța

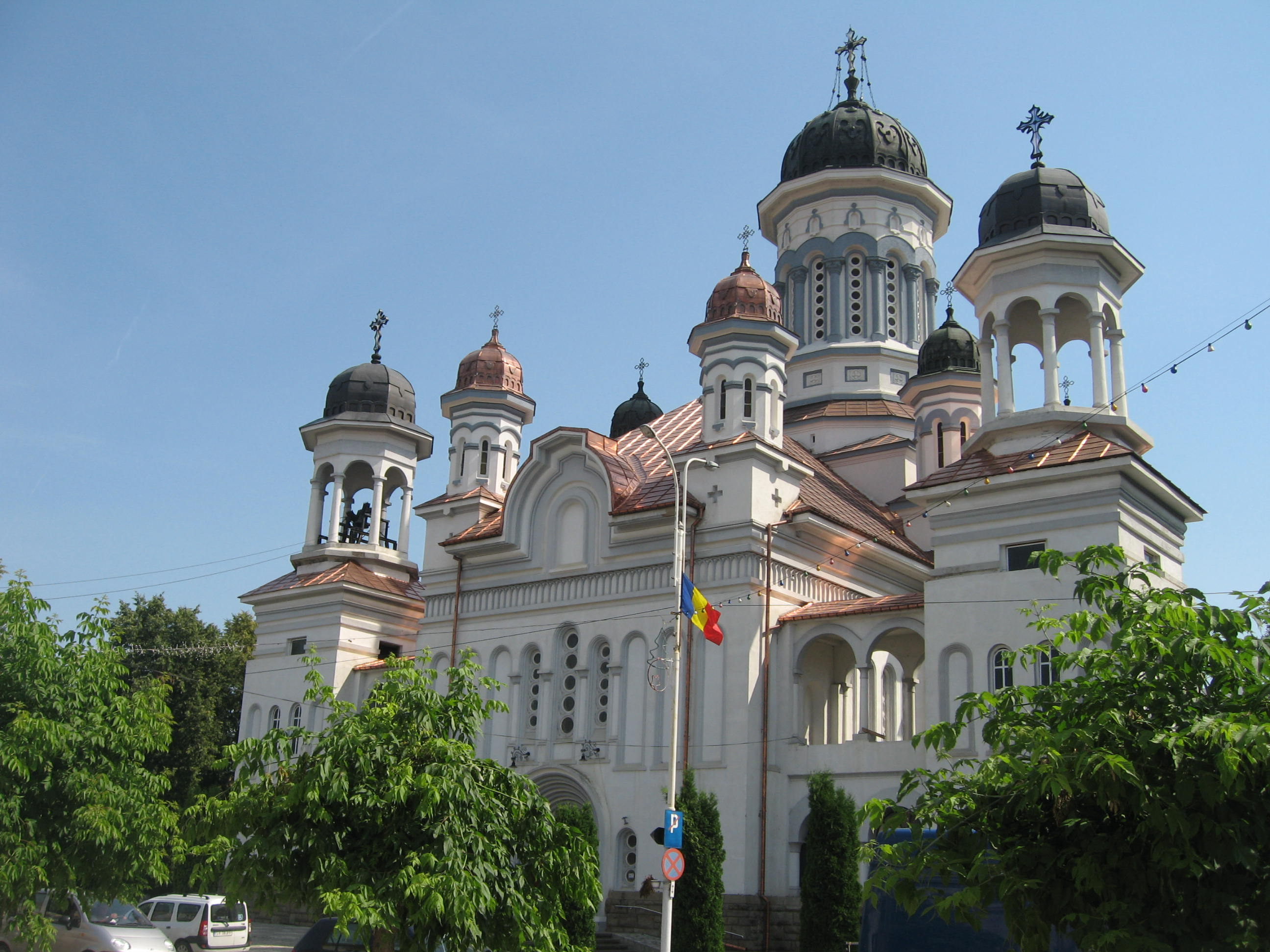
Orthodoxe Kathedrale von Rădăuți

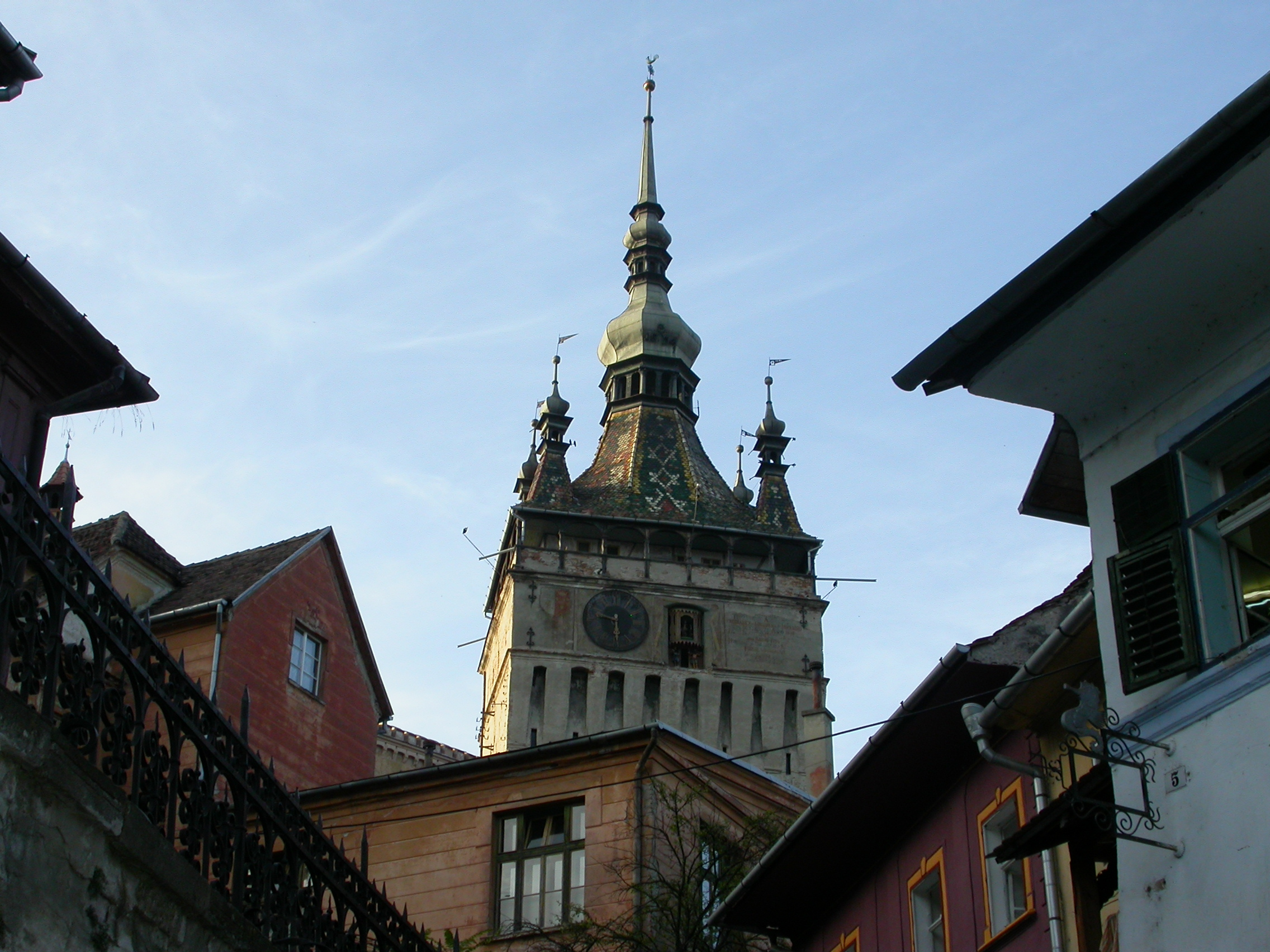
Altstadt von Sighișoara

- Timișoara (Festungs- und Garnisonsstadt)

Bukowina
- Gura Humorului
- Rădăuți
- Suceava
- Vatra Dornei

Dobrutscha
- Constanța (Hafenstadt)
- Sulina

Kreischgebiet
- Aleșd
- Arad
- Lipova
- Oradea

Maramureș
- Baia Mare
- Carei
- Satu Mare
- Sighetu Marmației
- Vișeu de Sus

Moldova
- Botoșani
- Câmpulung Moldovenesc
- Iași

Muntenien
- Brăila
- Buzău
- Câmpulung
- Curtea de Argeș
- Giurgiu
- Potlogi
- Râmnicu Sărat
- Târgoviște

Oltenien
- Calafat
- Craiova
- Drobeta Turnu-Severin
- Slatina
- Târgu Jiu

Siebenbürgen
- Abrud
- Aiud
- Agnita
- Alba Iulia
- Bistrița
- Blaj
- Brașov
- Cisnădie
- Cluj-Napoca
- Codlea
- Cristuru Secuiesc
- Dej
- Deva
- Făgăraș
- Gheorgheni
- Hermannstadt
- Hunedoara
- Mediaș
- Miercurea Ciuc
- Odorheiu Secuiesc
- Orăștie
- Reghin
- Roșia Montană
- Săliște
- Sebeș
- Sighișoara
- Sfântu Gheorghe
- Șimleu Silvaniei
- Târgu Mureș
- Târgu Secuiesc
- Turda
- Zalău

## Weiteres Europa (UNESCO-Welterbe)

Tallinn: Rathausplatz

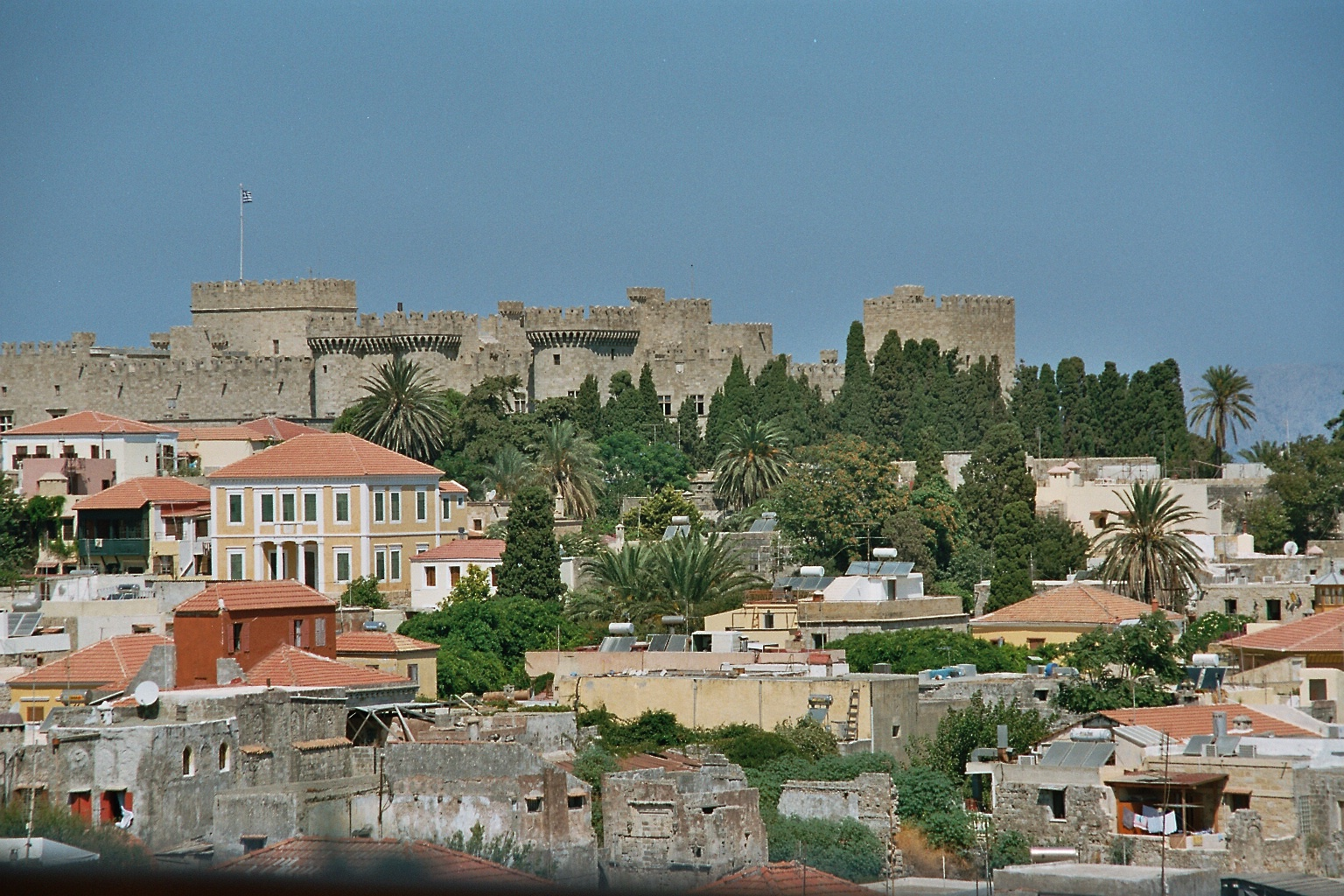
Stadt Rhodos: Altstadt mit Großmeisterpalast

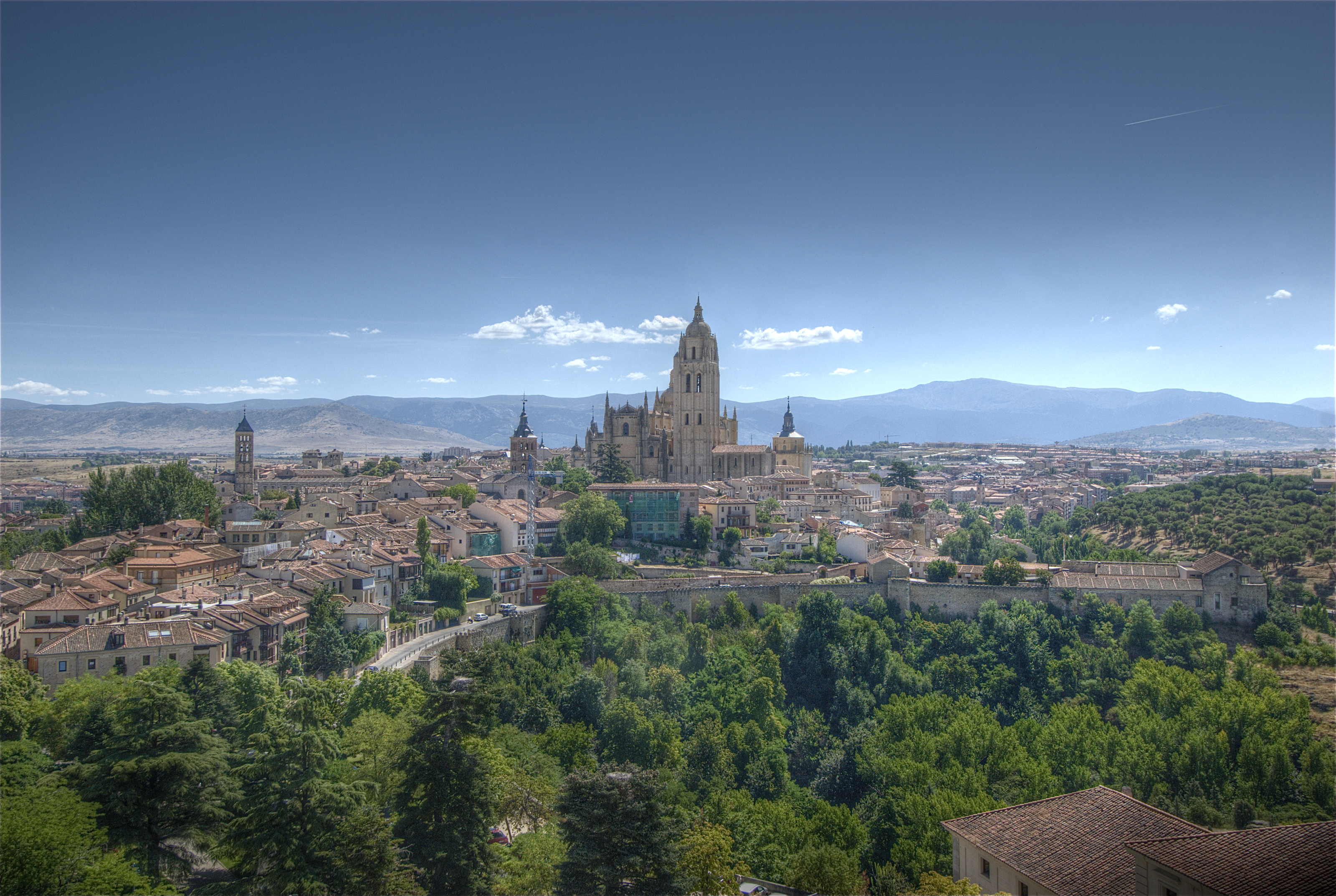
Segovia: Altstadt

Die UNESCO hat über 800 Orte oder Bauten als Welterbe anerkannt. Nur wenige davon sind als Ganzes als historische Stadtkerne in die Welterbeliste aufgenommen worden. Im weiteren, nicht deutschsprachigen Europa gibt es folgende historische Stadtkerne als UNESCO-Welterbe:
- Albanien: Die Museumsstadt Gjirokastra und Berat
- Bosnien und Herzegowina: Die Altstadt und Brücke von Mostar
- Bulgarien: Die Altstadt von Nessebar
- Estland: Die mittelalterliche Altstadt der Hauptstadt Tallinn
- Finnland: Rauma und seine Holzhäuser in der Altstadt
- Frankreich: Die Altstädte von Avignon, Bordeaux, Carcassonne und Provins, die Grande Île von Straßburg
- Griechenland: Das mittelalterliche Rhodos, die Altstadt mit Kloster von Patmos und die Altstadt Korfus
- Italien: Die historischen Zentren von Florenz, Neapel, Pienza, Rom, San Gimignano, Siena, Syrakus, Urbino, Verona, Venedig mit seinen Lagunen, Vicenza mit den Villen Andrea Palladios, die barocken Städte des Val di Noto auf Sizilien
- Kroatien: Die Altstädte von Dubrovnik, Split und Trogir
- Lettland: Die Altstadt der Hauptstadt Riga
- Litauen: Die Altstadt von Vilnius
- Luxemburg: Die Altstadt von Luxemburg
- Malta: Die Altstädte von Valletta und Mdina
- Mazedonien: Die Altstadt von Ohrid mit dem See und der Umgebung
- Norwegen: Das Hanseviertel Bryggen von Bergen
- Polen: Die historischen Zentren von Krakau, Toruń, Warschau und Zamość
- Portugal: Die historischen Zentren von Évora, Guimarães, Angra do Heroísmo (Azoren) und Porto
- Russland: Das historische Zentrum von Sankt Petersburg und die Altstädte von Derbent mit Zitadelle, Jaroslawl und Weliki Nowgorod
- San Marino
- Schweden: Die Altstadt von Visby auf Gotland
- Serbien: Die Altstadt Stari Ras mit dem Kloster Sopoćani
- Slowakei: Die Bergbaustadt Banská Štiavnica (Schemmitz), die historischen Zentren von Bardejov (Bartfeld) und Levoča (Leutschau)
- Spanien: Die Altstädte von Ávila, Cáceres, Córdoba, Cuenca, Salamanca, Santiago de Compostela, Segovia, Toledo
- Tschechien: Die Altstädte von Český Krumlov (Krumau), Kutná Hora, Prag und Telč
- Türkei: Das historische Zentrum von Istanbul
- Vereinigtes Königreich: Die historischen Zentren von Bath (Römerruinen, gotische und klassizistische Bauten), Edinburgh (Altstadt, Neustadt im georgianischen Stil), Hafenstadt Liverpool

Darüber hinaus befinden sich in allen europäischen Ländern noch sehr viele bemerkenswerte historische Stadtkerne oder deren Reste.

## Die weitere Welt

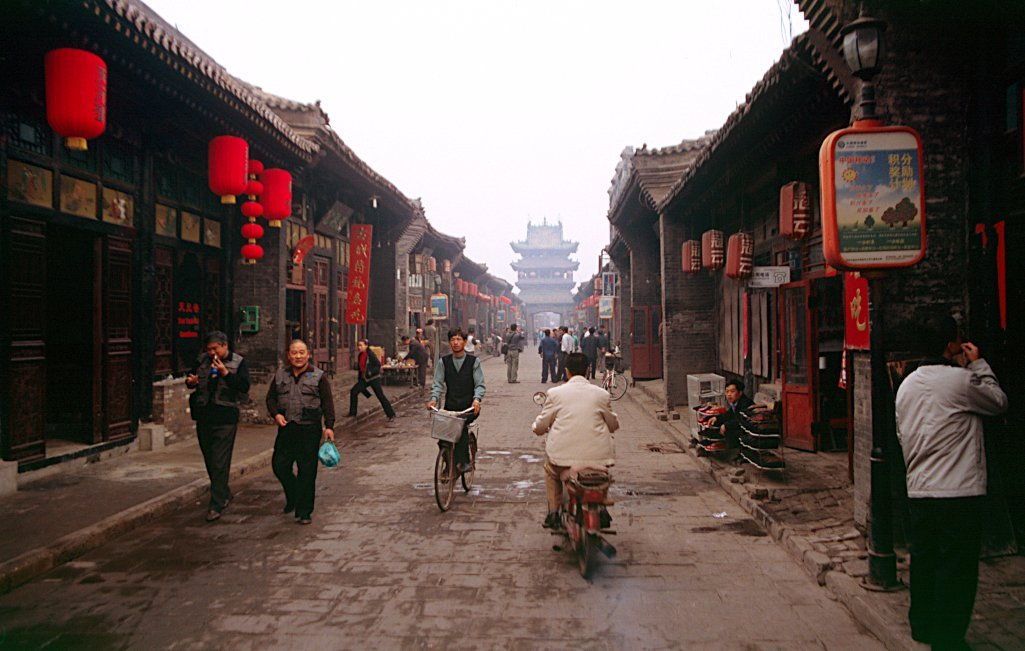
Pingyao: Der Glockenturm in der Nan Lu (China)

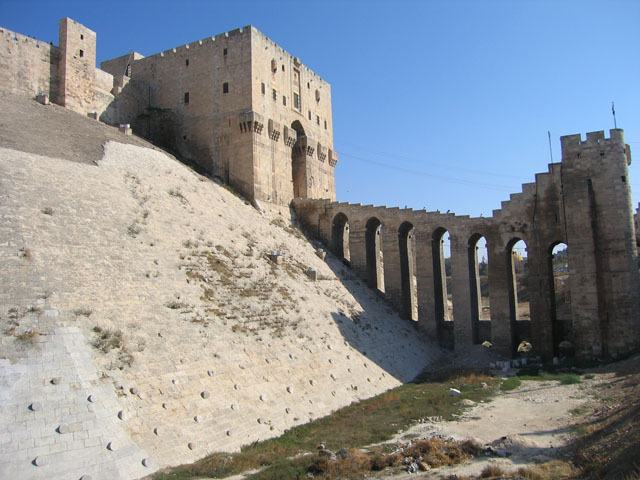
Zitadelle von Aleppo (Syrien)

Verglichen mit Europa hat die UNESCO nur eine geringere Anzahl vorhandener historischer Stadtkerne als Ganzes in die Welterbeliste aufnehmen können, hingegen viele Ausgrabungsstätten und Ruinenstädte. In der weiteren Welt wurden (2007) folgende 82 historische Stadtkerne zum UNESCO-Welterbe erklärt:

### Asien
25 Städte sind UNESCO-Welterbe:
- Aserbaidschan: Ummauerter Teil von Baku
- Volksrepublik China: Die Altstädte von Lijiang, Pingyao, Macau
- Indien: Die Moghulstadt Fatehpur Sikri
- Israel: Altstädte von Akkon und Jerusalem mit Stadtmauern,
- Jemen: Die Altstädte von Sanaa und Schibam mit der Stadtmauer sowie die Medina von Zabid
- Nepal: Das Kathmandutal mit der historischen Stadt Kathmandu
- Sri Lanka: Die Heiligen Städte (Tempelbezirke) von Anuradhapura und Kandy sowie die Altstadt und Festung Galle (Stadt)
- Syrien: Die Altstädte von Aleppo, Bosra und Damaskus
- Türkei: Die Altstadt von Safranbolu
- Usbekistan: Die Altstädte von Buxoro, Ichan Qalʼа der Stadt Xiva, Samarqand und Shahrisabz
- Vietnam: Die Kaiserstadt Huế, die Altstadt von Hội An und die Tempelstadt Mỹ Sơn

### Amerika
36 Städte sind UNESCO-Welterbe:

Blick über das barocke Ouro Preto (Brasilien)

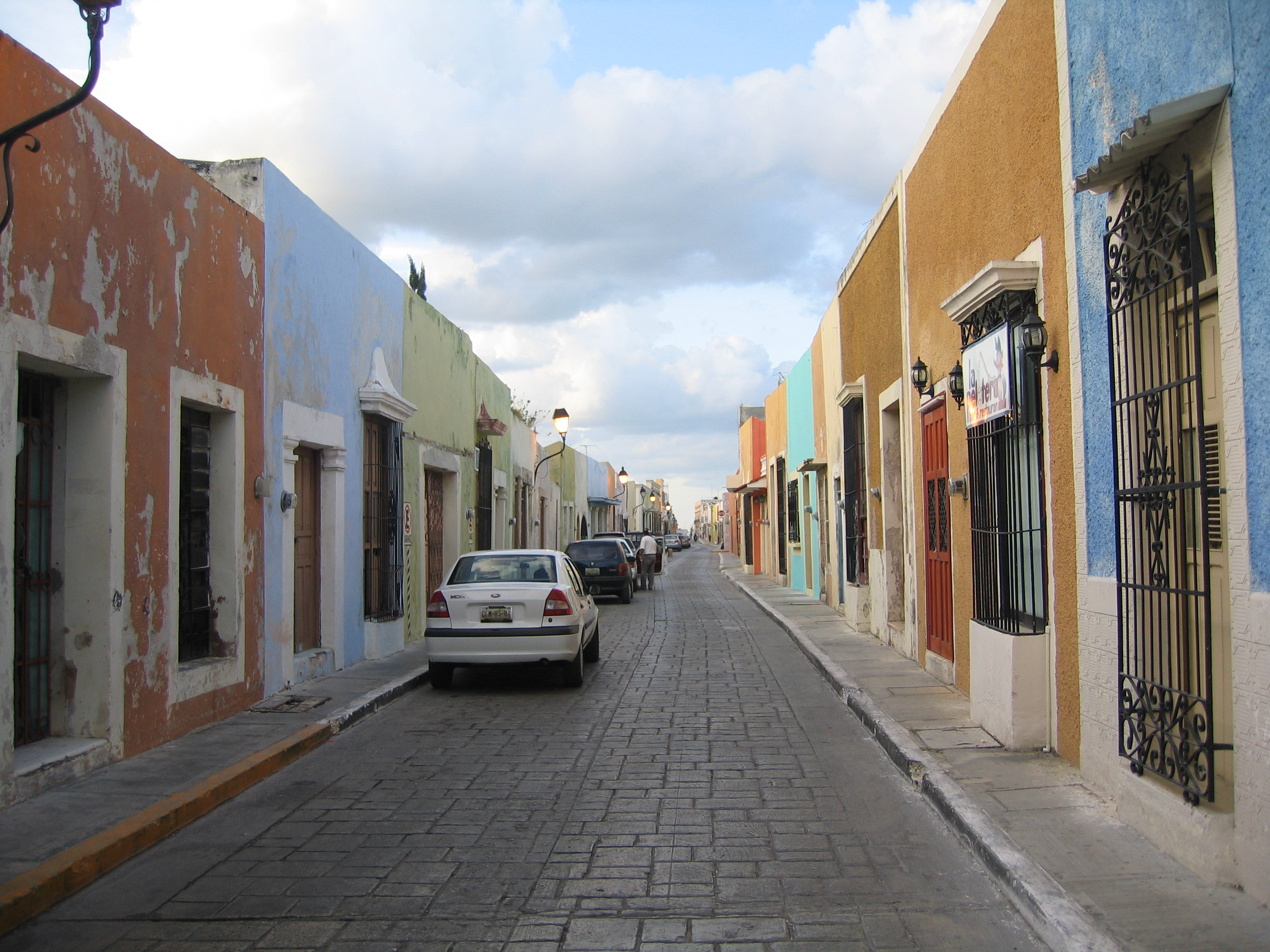
Campeche (Mexiko): Innenstadt im Kolonialstil

- Bolivien: Die Altstädte von Sucre und Potosí mit den Silberminen
- Brasilien: Die Altstädte von Diamantina, Goiás Velho, Ouro Preto, Olinda, Salvador da Bahia und São Luís
- Chile: Das Historische Viertel der Hafenstadt Valparaíso und die Kupferminenstadt Sewell
- Dominikanische Republik: Die historische Altstadt von Santo Domingo
- Ecuador: Quito (Altstadt von Quito) und Santa Ana de los Rios de Cuenca
- Guatemala: Die alte Hauptstadt Antigua Guatemala
- Kanada: Die Altstädte von Lunenburg und Québec
- Kolumbien: Hafen, Befestigungen und Baudenkmale der Stadt Cartagena
- Kuba: Die Altstädte von Cienfuegos und Havanna
- Mexiko: Die Altstädte von Campeche mit der Festung, Guanajuato und die Bergwerksanlagen, Mexiko-Stadt und Xochimilco, Morelia, Oaxaca und die Ruinen von Monte Albán, Puebla, Zacatecas
- Niederlande: Hafen und Stadtzentrum von Willemstad auf der Insel Curaçao
- Peru: Die Altstädte von Arequipa, Cusco und Lima mit dem Franziskanerkloster
- Suriname: Die Historische Innenstadt von Paramaribo
- Uruguay: Die Historische Altstadt von Colonia del Sacramento
- Venezuela: Die Altstadt von Coro und die Universitätsstadt Caracas
- Vereinigte Staaten: Die historische Stätten La Fortaleza und San Juan in Puerto Rico
- Vereinigtes Königreich: Stadt Saint George’s auf den Bermudas

### Afrika
21 Städte sind UNESCO-Welterbe:

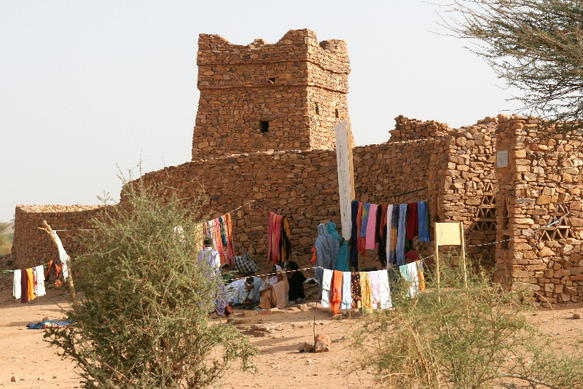
Karawanenstadt Ouadanea (Mauretanien): Alter Turm

- Äthiopien: Fasil Ghebbi in der Region Gonder und die historische Stadt Harar Jugol
- Kenia: Die Altstadt von Lamu
- Libyen: Die Altstadt von Ghadames
- Mali: Die Islamische Stadt von Djenné und vorislamische Städte (Djenne-Djeno)
- Marokko: Die Medina von Essaouira, Fès, Marrakesch mit Agdal-Garten und Menara-Garten, Meknès, Tétouan sowie die Altstadt von Aït-Ben-Haddou und die portugiesische Stadt Mazagan (El Jadida)
- Mauretanien: Die Karawanenstädte Ouadane, Chinguetti, Tichitt, Walata
- Tansania: Die Altstadt von Sansibar, Stone Town
- Tunesien: Die Medina von Qairawān, Sousse und Tunis sowie die Stadt und Totenstadt von Kerkouane